# Palacio de Carondelet
El Palacio de Carondelet es la sede del Gobierno y residencia oficial del presidente de la República del Ecuador, ubicado en el centro histórico de la ciudad capital de Quito. Es uno de los principales símbolos del Estado ecuatoriano y el eje neurálgico del espacio público conocido como plaza de la Independencia o plaza Grande (nombre virreinal), alrededor de la cual se levantan además el Palacio Arzobispal, el Palacio Municipal, el Palacio de Pizarro, la Casa de los Alcaldes, el Palacio de la Curia y la Catedral Metropolitana. 
Fue conocido durante el virreinato español como Palacio Real de Quito, pues era la sede de la Real Audiencia y de la gobernación civil y militar de la región.
La tradición cuenta que habría sido el libertador Simón Bolívar quien lo llamó Palacio de Carondelet, asombrado por el buen gusto que tuvo Francisco Luis Héctor, V barón de Carondelet, quien ordenó la construcción de su fachada, cuyo principal elemento, una columnata, se mantiene hasta la actualidad. No obstante, nunca se lo ha denominado así en los documentos oficiales.
El palacio presidencial y el anexo Palacio de la Vicepresidencia ocupan una manzana de aproximadamente 80 m de lado, lo que suma 6 400 m² de superficie.

## Historia
La historia de este emblemático edificio se remonta a la época virreinal, alrededor del año 1570, con la adquisición de las primeras casas reales asentadas en la ciudad de Quito.

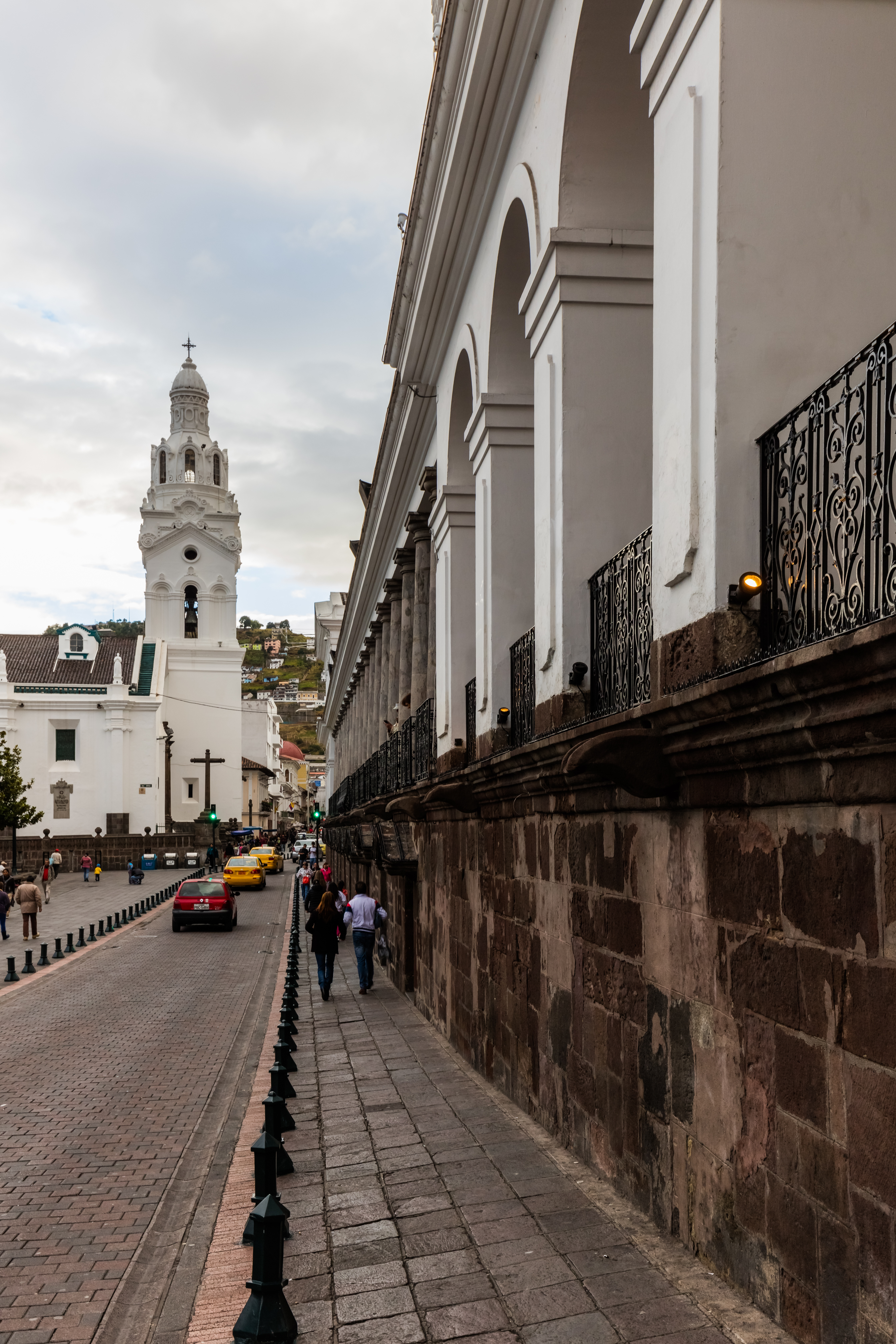
Vista lateral con la Catedral Metropolitana de Quito al fondo.

### Las primeras casas reales
La primera sede de la Corona española en la Audiencia de Quito funcionó cerca del convento e iglesia de La Merced (actuales calles Cuenca y Chile) hasta alrededor del año 1611, cuando murió Diego Suárez de Figueroa, secretario de la Audiencia, quien era dueño de un pequeño palacete edificado en el costado occidental de la plaza central (Plaza Grande). A diferencia de Lima y México, en donde los conquistadores Francisco Pizarro y Hernán Cortés reservaron para sí los mejores solares de la Plaza Mayor para sus palacios, en Quito, Sebastián de Benalcázar realizó la fundación de la ciudad en un paraje, ubicado en las actuales calles Olmedo y Benalcázar, que fue provisionalmente la Plaza Mayor. Esta se trasladó un poco más al sur varios años después, y las casas de Benalcázar quedaron a varias cuadras de distancia. Por lo demás, el fundador de Quito siguió su viaje hacia la actual Colombia, en donde se estableció y murió.
Juan Fernández de Recalde, presidente de la Audiencia en ese entonces, informó al rey que el palacete de Suárez de Figueroa que se ubicaba en el flanco occidental de la Plaza Mayor, se encontraba en remate, y la Corona lo adquirió por tratarse de un edificio más grande y cómodo para albergar las dependencias de la Administración hispana en suelo quiteño. De allí en adelante, el poder de la Audiencia se radicó en la Plaza Grande.
Tiempo después, el sucesor del presidente Recalde, Antonio de Morga, informó al Rey que las casas reales eran indignas de llevar ese apelativo, pues ya resultaban estrechas y muy viejas, por lo que propuso comprar las casas adyacentes al palacete original. A partir de entonces, el conjunto de tres casas unificadas en una sola fachada sufrió una serie de transformaciones. El terremoto de 1627 forzó a comprar los edificios vecinos que, por su vetustez, fueron reedificados de cantería, ladrillo y cal que le confirieron su característico color blanco, vigente hasta el día de hoy.

### El nuevo Palacio Real
En el año 1799, Francisco Luis Héctor, V barón de Carondelet, fue designado presidente de la Audiencia. En 1801, contrató al español Antonio García para que, bajo su dirección, realice trabajos de readecuación y mejoras, tanto en el Palacio de la Audiencia como en la Catedral; además, dirigió los trabajos en las arquerías del alcantarillado y en la refacción del edificio de la cárcel. Eduardo Muñoz Borrero, en su libro "En el Palacio de Carondelet" cita esta descripción del Palacio y su uso en tiempos del virreino, debida al periodista Anselmo Cantillana y publicada en el diario El Tiempo de Quito, el 4 de septiembre de 1975:

"Admirablemente situado, proporcionado al espacio y su contorno y de una sencilla dignidad: el Palacio de Gobierno ha dado a Quito y al Ecuador la imagen arquitectónica de la soberanía del Poder y del mando. Fue el de la Audiencia Real y bajo su pórtico solemne los oidores (de la Real Audiencia) escuchaban al pueblo. Es un palacio construido para escuchar, para hacerse oír; abierto, de dos grandes puertas, con patios y corredores y amplísima azotea (...) entre helénico y andaluz, más tiene de casa y de convento que de castillo o palacio, aunque su título fue el de Palacio Real. Los infraescritos diputados del pueblo, que firman el Acta del 10 de agosto de 1809 lo dicen: dado y firmado en el Palacio Real de Quito."

Los presidentes y capitanes generales de Quito vivían en el Palacio con sus familias. También tenían salones de honor y los tribunales de la Real Audiencia. Por ello, es probable que hayan muerto en sus dormitorios los gobernadores españoles que perecieron por enfermedad, como Carondelet o Mourgeon.
El 10 de agosto de 1809, el doctor Antonio Ante se presentó en el Palacio para despertar y derrocar a Manuel Ruiz Urriés de Castilla, I conde de Ruiz de Castilla, según relata Pedro Fermín Cevallos:

"Antes de la alborada del 10, el doctor Ante sorprendió la guardia del Palacio y presentó al oficial que la mandaba un oficio puesto por los miembros de la Junta que interinamente se había establecido en la misma noche del 9, empeñándole a que la entregara al momento al Presidente. El oficial no quiso cumplir con este encargo, fundándose en la incompetencia de la hora; pera Ante insistió con firmeza a nombre de la Junta Soberana, nombre que el oficial oía por primera vez, y tomándola se dirigió al dormitorio del Presidente para despertarle y dársela (...) Enterado el Conde del contenido de tan audaz como inesperado oficio, salió a la antesala para hablar con el conductor de ella, quien, al presentarse, le preguntó si estaba ya instruido del oficio. Ruiz de Castilla le respondió afirmativamente, y Ante sin proferir otra palabra, hizo un saludo con la cabeza y salió. El Presidente trató de contenerle y aún le siguió hasta la puerta exterior de la antesala, que también iba a pasar, más fue detenido por el centinela que ya estaba relevado. Hizo llamar al oficial de guardia, y también este se había relevado ya, y el nuevo le contestó urbanamente, que, después de las órdenes dadas por la Junta, ya no era dable tratar con S. E., y menos obedecerle. Ruiz de Castilla comprendió que la revolución estaba consumada."

Cevallos cuenta también que, durante la Masacre del 2 de agosto de 1810, los españoles disparaban con fusiles desde las ventanas del Palacio contra las personas que asaltaron el Cuartel Real de Lima, del que le separa una estrecha calle. El Palacio fue la sede de la Junta Soberana de Quito, y en sus salones se firmaron el Acta de Independencia del 10 de agosto y la constitución del Estado de Quito de 1812.
Tras la reconquista española, fue sede de los últimos tres españoles que gobernaron una década en nombre de la corona: los generales Toribio Montes, Juan Ramírez Orozco, el mariscal Juan de la Cruz Mourgeon y el capitán general Melchor de Aymerich. El 25 de mayo de 1822 se firmó en sus salones el acta de capitulación del Ejército español en Ecuador, terminando el dominio hispano sobre el país, que había establecido el conquistador Sebastián de Benalcázar en 1534.
Tras el proceso independentista ecuatoriano, culminado en 1822 con la Batalla de Pichincha, el palacio se convirtió en la sede del Departamento del Sur de la Gran Colombia, recibiendo al mariscal Antonio José de Sucre y al Libertador Simón Bolívar en algunas ocasiones, quien se maravilló con la elegancia y austeridad del edificio, además de quedar encantado con el buen gusto del Barón de Carondelet (principal impulsor de la obra), por lo que fue el propio Bolívar quien le habría llamado Palacio de Carondelet, incluso firmando varios decretos que redactó en el edificio bajo ese nombre.

### El Carondelet republicano: siglosXIXyXX

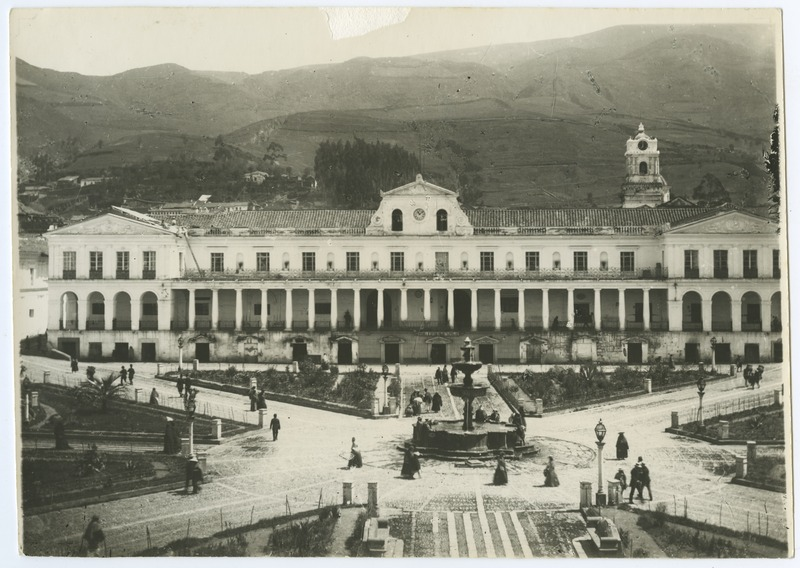
Vista del Palacio de Carondelet y la Plaza de la Independencia en 1875.

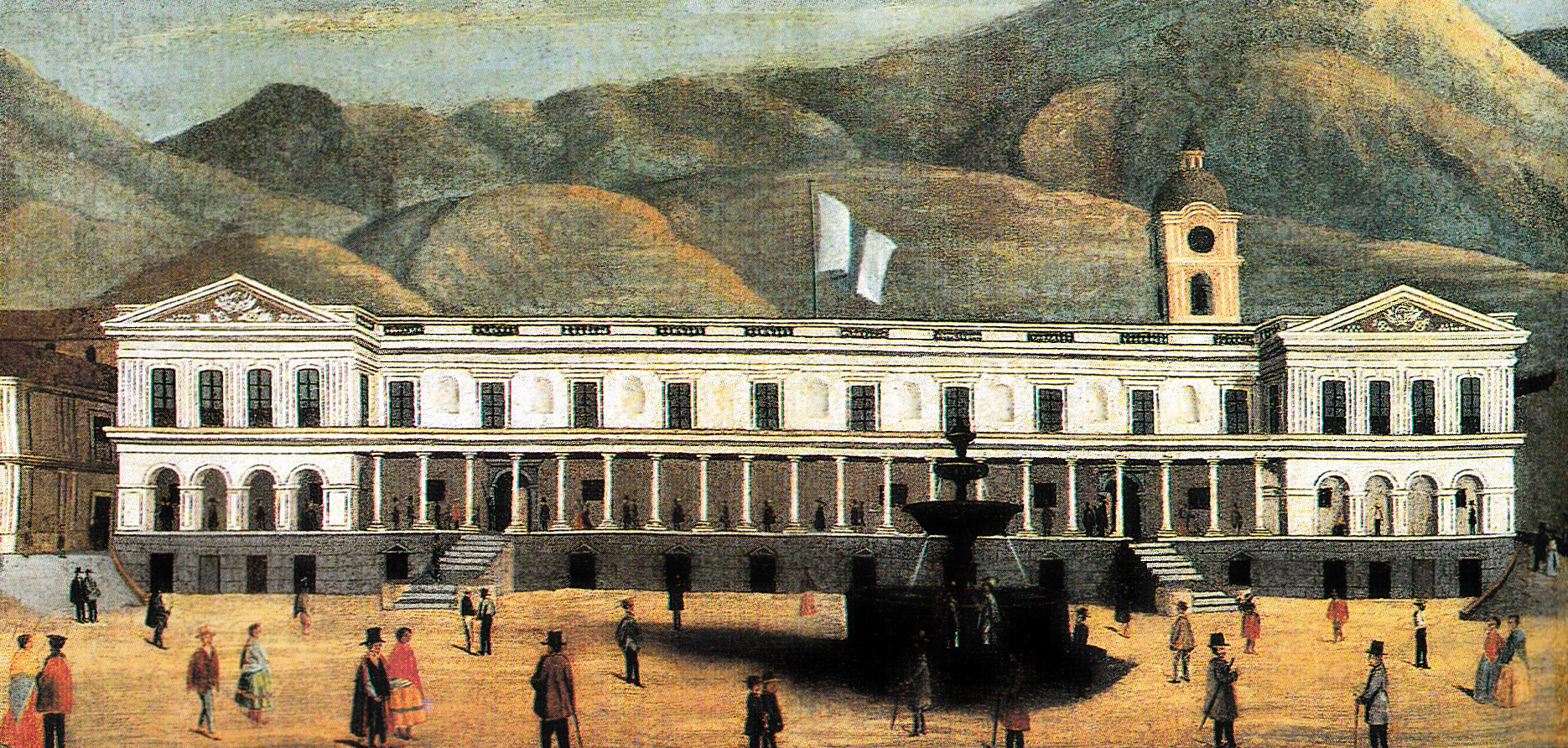
El Palacio a mediados del, después de la Revolución Marcista. Óleo de Rafael Salas.

Cuando el general Juan José Flores fue elegido Presidente de la República del Ecuador en 1830, instaló la capital del nuevo Estado en la ciudad de Quito, y la sede del Gobierno Nacional en el Palacio de Carondelet. No obstante, el mal estado en el que las autoridades españolas y la guerra de independencia habían dejado al edificio molestaron al primer mandatario. Por ello ordenó su refacción y remodelación en 1841 al arquitecto Teodoro Lavezzari, canciller de la Legación francesa en Quito, quien le confirió un aspecto neoclásico. Flores y su esposa Mercedes Jijón habitaron en el Palacio durante las presidencias del caudillo, probablemente en el apartamento de los antiguos gobernadores españoles, y en él nació su hijo Antonio Flores Jijón, quien ejercería también la Presidencia de la República.

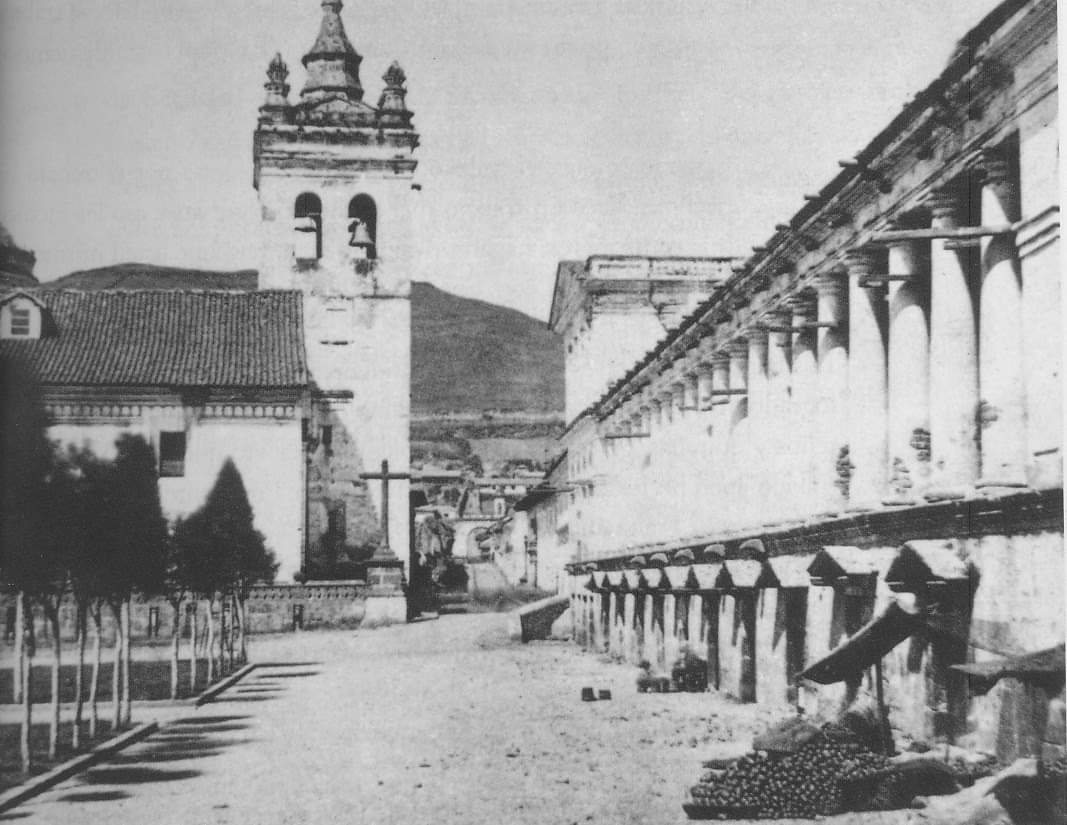
La fachada de Carondelet en 1860, con la antigua torre de la Catedral de Quito.

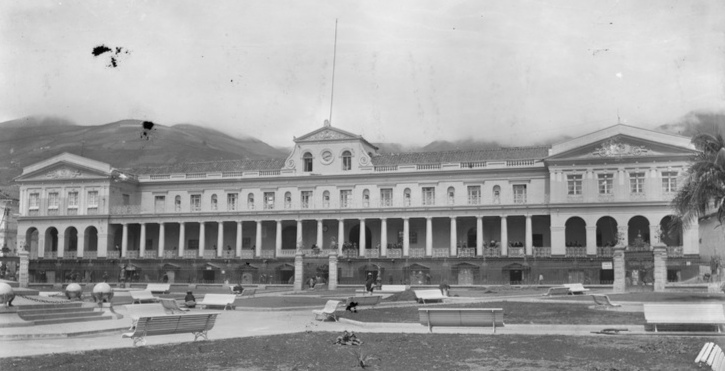
El Palacio de Gobierno poco después de la inauguración del monumento a la Independencia en 1910.

Gabriel García Moreno, presidente constitucional en dos ocasiones (1861-1865 y 1869-1875), hizo colocar un reloj público juntamente con tres campanas en el frontispicio central de la fachada, el cual lo construyó para este propósito. Un cuadro que se conserva en el Museo Nacional de La Casa de la Cultura Ecuatoriana muestra el Carondelet de mediados del siglo XIX con la bandera albiceleste en el centro de la fachada, pero no posada en el mencionado frontispicio. Con el mismo presidente García Moreno, esta bandera fue reemplazada por el tricolor grancolombiano, siendo esta la que flamea hasta nuestros días en el Palacio de Gobierno.

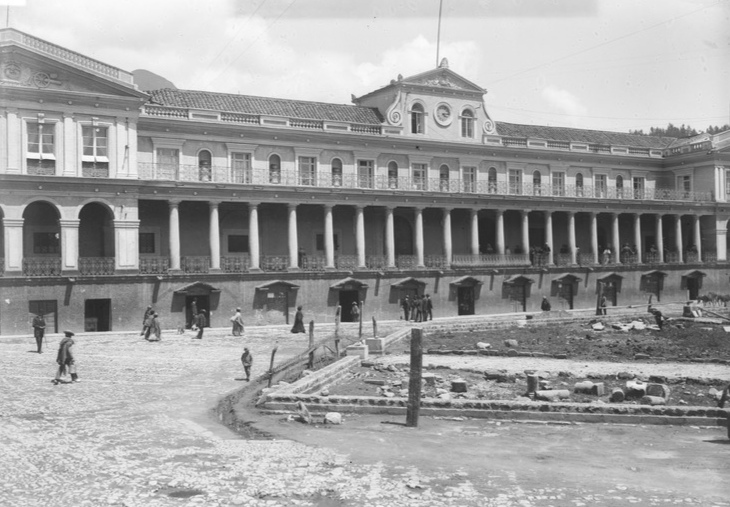
Palacio de gobierno de Quito en 1910.

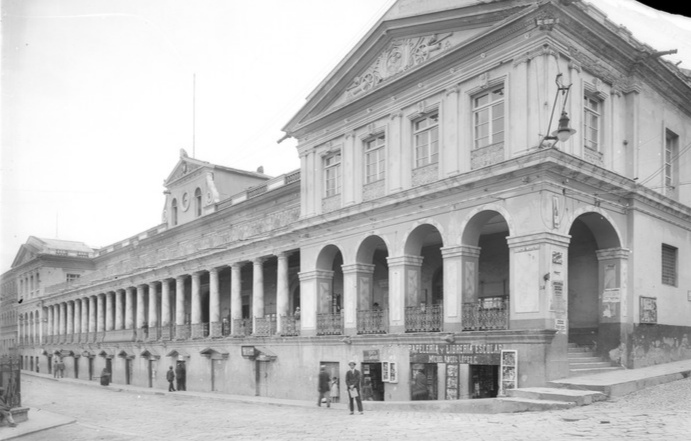
Carondelet a principios del.

### El Recinto Legislativo (1866-1956)
Desde 1866 Carondelet se convirtió también en la sede del poder legislativo ecuatoriano, que se reunía desde época de la independencia en el claustro de San Buenaventura del complejo clerical de San Francisco. Para el efecto se construyó un tramo en la parte posterior del edificio, que albergaría las salas del Senado y el Congreso. Fotos de principios de siglo muestran el aspecto del Recinto Legislativo, conformado por un gran salón destinado a acoger las cámaras del Senado y el Congreso de la República. La sala, de forma rectangular, tenía dos estrados en los extremos. En el costado sur se encontraba el Salón del Senado, presidido por un retrato del Libertador Simón Bolívar. Los escritorios de los senadores se encontraban dispuestos en forma de U y en los sillones se podían ver las armas de la República.

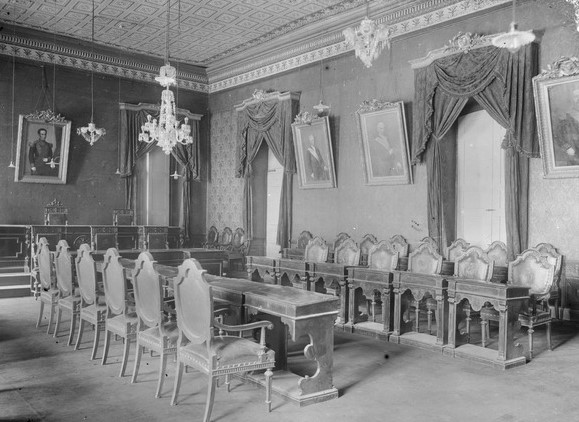
El Salón del Senado, hacia 1905, en la cabecera sur del Recinto Legislativo de Carondelet.

En el costado norte, en cambio, se encontraba otro estrado presidido por el retrato del Gran Mariscal Antonio José de Sucre. En las otras paredes se habían colocado retratos de los presidentes del siglo XIX, como Gabriel García Moreno, José María Urbina, Jerónimo Carrión y otros. La parte norte correspondía al Congreso y tenía una doble fila de escritorios y sillas. 

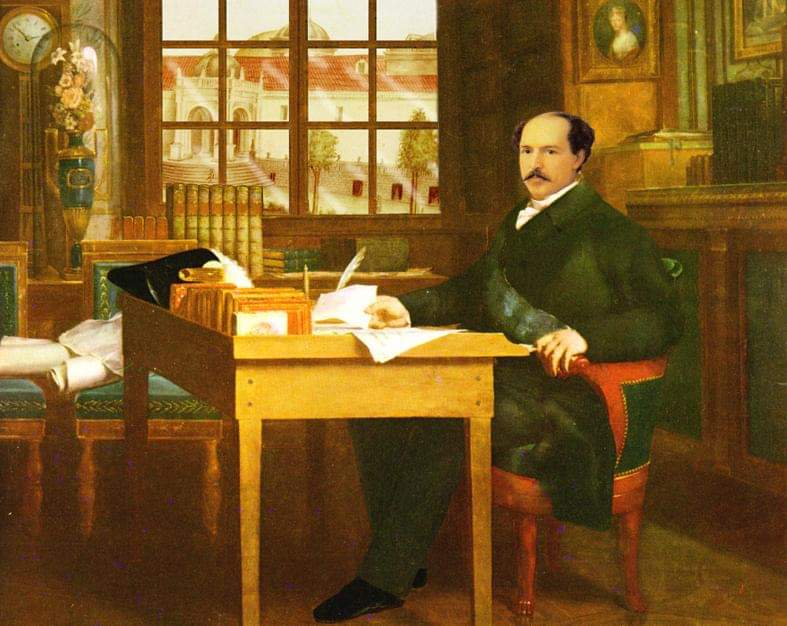
El presidente Ignacio de Veintimilla en su gabinete, hacia 1878.

El Recinto Legislativo se encontraba en la zona en donde actualmente está el Salón Amarillo de Palacio. La sede del Congreso albergó al Poder Legislativo ecuatoriano hasta 1956, cuando el Palacio fue reconstruido totalmente y se construyó un moderno Palacio Legislativo de Ecuador. En los años 50 se instalaron equipos de radio que transmitían los debates en vivo. Para eventos con más público, como la posesión presidencial, se usaba también como sede legislativa el Teatro Nacional Sucre.

### 1866-1912 García Moreno y Alfaro en Carondelet
Durante las épocas republicana y moderna, casi todos los presidentes constitucionales, interinos y dictadores han despachado desde el Palacio de Carondelet, pero el uso residencial del edificio se fue perdiendo paulatinamente a lo largo del siglo XIX, debido a las necesidades de espacio para las oficinas de la nueva República. Para 1875, los presidentes ya no vivían en el Palacio, siendo el propio García Moreno quien consolidó el uso administrativo del edificio, ya que residía en un solar que actualmente lleva el nombre de Casa de los Alcaldes ubicada en la Plaza de la Independencia y posteriormente empezó a habitar su propia residencia la cual se encuentra en la Plaza Santo Domingo.
El 6 de agosto de 1875 el Palacio fue escenario del capítulo más sangriento de su historia con el asesinato del presidente Gabriel García Moreno. El mandatario ingresaba al Palacio por la escalinata sur, cuando Faustino Rayo, en conjunto con otros jóvenes quiteños, salió entre las columnas y procedió a atacarlo a machetazos; García Moreno cayó mal herido del atrio del Palacio hacía la Plaza Grande y falleció más o menos treinta minutos después al pie del altar de nuestra Señora de los Dolores de la vecina Catedral Metropolitana. Una placa de piedra recuerda el lugar del crimen con la siguiente leyenda: Dios no muere. Aquí cayó asesinado el presidente de la República, Dr. Gabriel García Moreno, el 6 de agosto de 1875. La frase "Dios no muere" fueron las últimas palabras del Presidente antes de morir.
A principios del siglo XX, con la dotación en Quito de la luz eléctrica, el teléfono y el telégrafo, el Palacio de Carondelet fue modernizado. El más importante ministro de Eloy Alfaro, el canciller José Peralta, comentó en su libro "Mis Memorias Políticas" que en el despacho presidencial de Alfaro había una estación telegráfica, que permitía al presidente y su Gabinete estar informados constantemente de los sucesos en las principales ciudades del país. Así mismo, Palacio tenía ya una conexión telefónica, lo que le permitía al Presidente telefonear a los miembros de su Gabinete. Alfaro y su ministro de Guerra siguieron por telégrafo, desde el Palacio de Gobierno, las incidencias de varias revueltas conservadoras, como la ocurrida en Tulcán en los primeros años de la Revolución liberal.

### El Palacio en los años 20
Una cinta http://cinematecanacionalcce.com/Peliculas/Detalle/1013 que se conserva en la Cinemateca Nacional del Ecuador, grabada por Manuel Ocaña en 1929 muestra los actos solemnes de posesión presidencial del presidente Isidro Ayora el 17 de abril de 1929 y muestra el aspecto interior del Palacio durante los años 30, cuando conservaba buena parte del estilo de los primeros años de la República y del siglo XIX. 

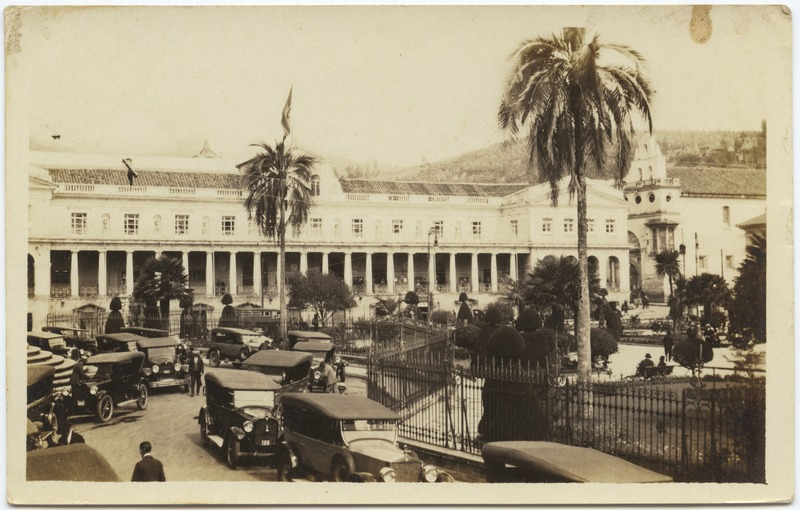
El Palacio de Carondelet en los años 20, con vehículos de la época.

En la cinta se puede ver el arribo del presidente Ayora a Palacio a bordo de una carroza tirada por caballos, que es escoltada por soldados del Ejército, pertenecientes al Batallón Yaguachi, que realiza la función de escolta presidencial. En el pretil de Palacio, una guardia de honor conformada por soldados con uniforme prusiano (no aparecen aún los granaderos de Tarqui) rinde honores al presidente y a varios embajadores que llegan a presentar sus cartas credenciales.
El presidente Ayora los recibe en el Salón de Embajadores, que estaba ubicado en el segundo piso, y se aprecia el camino que siguen los diplomáticos sobre una alfombra roja, por el claustro del segundo piso de Palacio, sostenido por sencillas columnas de madera. Al parecer, el Salón de Embajadores ocupaba la zona que actualmente ocupa el Salón del Gabinete, con ventanas hacia la Plaza de la Independencia. El salón de Embajadores luce decorado con paneles de madera, espejos, sillones de brazos altos y finas alfombras.
Ahí entregan sus credenciales los embajadores de Estados Unidos, Argentina, Chile, Brasil, Panamá y Perú. El presidente Ayora aparece en el fondo del salón, sentado con sus ministros, vestido con frac y banda presidencial. La filmación permite apreciar la terraza del Palacio, a la que los diplomáticos se asoman. Las barandas de la terraza están pintadas de blanco. En la Plaza, la gente observa los eventos que ocurren dentro de Palacio.
Así mismo, se puede ver el Salón del Congreso, ubicado en el ala posterior de Palacio. Ahí Ayora toma posesión de su cargo ante los senadores y diputados y también ante los embajadores de los países amigos. El Salón del Congreso aparece decorado con cuadros de expresidentes del Ecuador y la escolta militar porta una bandera nacional.
En otra parte de la filmación, Ayora llega a una parada militar a bordo de la carroza presidencial, que es tirada por dos caballos blancos, y conducida por pajes con trajes de librea. La carroza presidencial tiene en el techo el escudo nacional y es escoltada por lanceros a caballo del Ejército. La filmación da una idea del aspecto interior de Palacio y el protocolo presidencial en Quito antes de la demolición del edificio antiguo, que tuvo lugar entre 1956 y 1960 y su reemplazo por el edificio de hormigón armado que se conserva sin mayores modificaciones hasta hoy. 
Antes de la reedificación de 1956, el Palacio tenía una escalinata principal para subir al segundo piso. En ella destacaban dos estatuas: la Alegoría de la Constitución, y la de la Justicia. Ambas fueron retiradas del Palacio en 1956. Actualmente se conservan en un pasillo del edificio de oficinas de la Corte Nacional de Justicia en Quito.
Debido a la falta de un apartamento presidencial, en 1928, el presidente Isidro Ayora dispuso la compra de una mansión, ubicada en las calles Guayaquil y Mejía, en el Centro Histórico de Quito, como casa de los presidentes. La casa, que había sido construida en 1895, fue inaugurada por el presidente Ayora con un suntuoso baile de gala en el Salón del segundo piso. Esta mansión fue utilizada como Casa Presidencial hasta 1939, siendo el último mandatario en utilizarla el presidente Aurelio Mosquera Narváez quién murió en su dormitorio. La ocupó también, durante su primera presidencia, el presidente José María Velasco Ibarra. Actualmente, la Casa de los Presidentes alberga dependencias del Municipio de Quito.

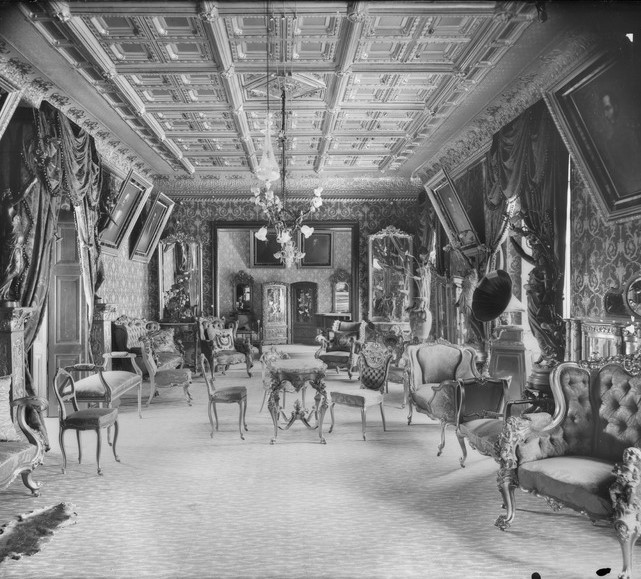
El Salón Amarillo era el Salón principal de la Casa Presidencial Alfarista, actual Patronato San José en Quito.

### 1956: demolición y reconstrucción total
Según el libro "El Palacio de Carondelet" publicado por la Presidencia de la República durante el Gobierno de Sixto Durán-Ballén, el viejo edificio colonial, que había sido ampliado en el siglo XIX para permitir el funcionamiento del Congreso en un gran salón, fue íntegramente demolido durante la reconstrucción dispuesta en 1956 por el presidente Camilo Ponce Enríquez, en la que participó como ministro de Obras Públicas el propio Durán-Ballén. Solo la fachada, de ladrillo, se conservó, y se le adosó un edificio moderno de hormigón armado, que es el que se mantiene hasta la actualidad. Inclusive, las columnas de la fachada principal, que eran originalmente de ladrillo, fueron reemplazadas por las actuales, de piedra, durante la misma reedificación. A diferencia de procesos similares como la reedificación de la Casa Blanca de Washington o del Número 10 de la Downing Street en Londres, no se tomó en cuenta el estado original del Palacio para su reconstrucción, por lo que los actuales salones son completamente modernos y no coinciden con el uso y la decoración que tenían en tiempos virreinales y de la República decimonónica. En varias fotografías, tanto de la época de Eloy Alfaro (1906) cuanto de la presidencia de Galo Plaza (1948) es posible apreciar el despacho presidencial original, del que no se conserva absolutamente nada.
El periodista Raúl Andrade, escribió en el número 288 de la Revista Vistazo, que la distribución del espacio en el Palacio de Gobierno era la siguiente antes de la remodelación de 1956:

"Dos pabellones fueron construidos como para fijar el equilibrio: uno al sur, otro al norte: el del costado sur aposentaba al Presidente, dictador o encargado del poder o lo que fuese; el del costado norte a quien hacía las veces de Secretario de Estado. Una larga terraza, pendiente sobre el cuadrilátero de la Plaza Mayor -hoy de la Independencia- servía de pasadizo descubierto entre uno y otro pabellón...".

Durante la reedificación se mantuvo el uso presidencial del ala sur del Palacio, mientras que el ala norte se convirtió íntegramente en el Salón de Banquetes y cocinas, conectados con el Salón Amarillo.
El periodista Anselmo Cantillana precisó en 1975:

"Por muchos años desde fines del siglo pasado se reunía en el mismo Palacio el Congreso Nacional y la Presidencia. Y hasta antes de su última restauración (se refiere a la de 1956) funcionaron en sus dependencias: el Ministerio de Gobierno, el Congreso Nacional, el Archivo del Poder Legislativo, la Imprenta Nacional, el Registro Oficial, la Pagaduría Provincial de Pichincha y todas las oficinas subsidiarias del Gabinete Presidencial".

Además de las dependencias administrativas, en el tercer nivel del Palacio se encuentra la Residencia Presidencial. Este piso fue agregado en 1956, durante la reconstrucción, aprovechando los nuevos cimientos del edificio de hormigón armado, pues el Palacio virreinal solo tenía dos pisos.
La fachada del Palacio hasta 1956 fue reproducida en un sello postal de diez centavos emitido por los Correos del Ecuador, con la leyenda "Palacio de Gobierno-Quito" y que fue publicado en el libro "Escorzos de historia patria" del historiador Jorge Salvador Lara. El sello muestra ocho puertas hacia la calle García Moreno que fueron cerradas así como algunos detalles del campanario del reloj.

### Carondelet asediado: cuartelazos y golpes de Estado
Como sede del poder ejecutivo de la nación, el Palacio de Carondelet ha sido también el constante escenario de varios episodios de inestabilidad política en la reciente historia del Ecuador.

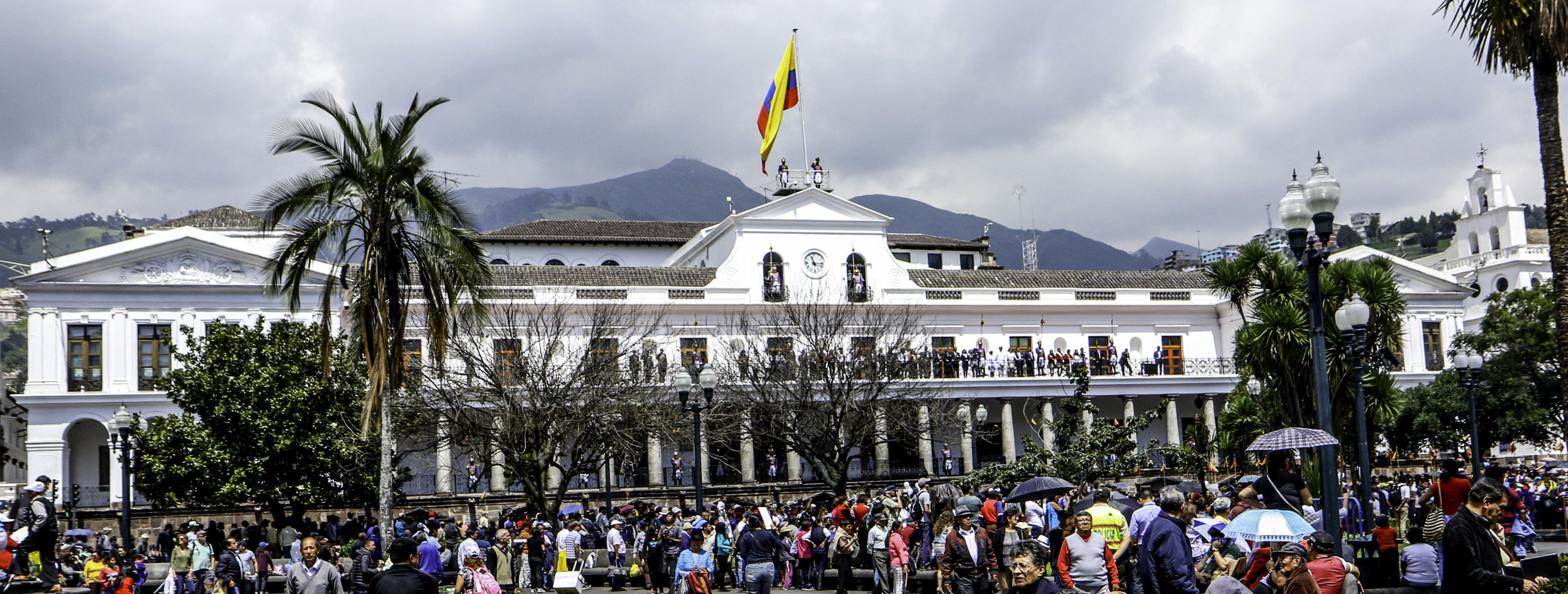
Fachada del Palacio de Carondelet o Palacio de gobierno ubicado en la Plaza Grande.

El 1 de septiembre de 1975 un grupo de militares comandados por el general Raúl Gonzáles Alvear se sublevó contra el dictador Guillermo Rodríguez Lara, quien gobernaba el país desde febrero de 1972; y aunque el dictador no se encontraba en ese momento en Palacio, la guardia presidencial resistió al asalto, que como consecuencia causó graves daños en la fachada debido al tiroteo. Discrepancias entre los propios mandos militares provocaron este autogolpe, que se manifestó con el asalto por parte de tropas apoyadas por blindados, que derribaron con un tanque la puerta de acceso e ingresaron a Palacio, en donde ocasionaron destrozos en el Salón de Música, la biblioteca y el Salón Amarillo. Los rebeldes, cuyo cuartel general era una funeraria cerca al Palacio, por lo que el incidente se conoce como "guerra de la funeraria", fueron finalmente sometidos. En el asalto murieron soldados de ambos bandos y quedaron heridos varios civiles.
El 5 de febrero de 1997, grandes marchas de protesta llegaron hasta las cercanías del Palacio, durante el golpe de Estado en contra del presidente Abdalá Bucaram. Bucaram fue evacuado del Palacio en una ambulancia por la Guardia Presidencial y enviado al exilio en Panamá. Quienes derrocaron a Bucaram lo acusaron de llevarse consigo varios costales con dinero, pero esta acusación fue desmentida por el comandante del Ejército de la época, el general Paco Moncayo.
Durante el golpe contra Jamil Mahuad, el 21 de enero de 2000, el Palacio también fue asediado por manifestantes, pero Mahuad no se encontraba en la sede de Gobierno, por lo que se declaró su "abandono del cargo". La Junta que derrocó a Mahuad, presidida por Lucio Gutiérrez, tomó posesión del Palacio de Gobierno para su efímera dictadura de pocas horas.
El 20 de abril de 2005 se produjo otro golpe de Estado, esta vez para derrocar al presidente Lucio Gutiérrez. Los manifestantes asediaron el Palacio de Gobierno, y Gutiérrez tuvo que huir a bordo de un helicóptero que aterrizó, en una maniobra inédita, en la terraza de la Residencia Presidencial y lo trasladó al aeropuerto de Quito. Cuando una turba invadió el aeropuerto, Gutiérrez tuvo que asilarse en la Embajada del Brasil, de donde salió protegido por el Ejército hacia Latacunga, en donde dejó el país en un avión militar brasileño.
Durante los sucesos del 30 de septiembre de 2010, cuando el presidente Rafael Correa fue secuestrado en el Hospital de la Policía debido a la sublevación policial, miles de partidarios del Gobierno esperaron su retorno a Palacio, a donde llegó luego de ser rescatado por el Ejército y policías leales a Correa, en la noche de ese día. Desde el balcón saludó a miles de sus simpatizantes.
Durante todos estos episodios, unidades de élite del Ejército ecuatoriano custodiaron el Palacio, y se encargaron de evacuar a los presidentes derrocados ante la violenta amenaza de los manifestantes que llegaron hasta sus mismas puertas, si bien no provocaron destrozos.

## El edificio
El Palacio de Carondelet se ubica en el costado occidental de la Plaza de la Independencia, en la calle García Moreno, entre las calles Chile (norte), Espejo (sur) y Benalcázar (Occidente). Actualmente, la Presidencia y la Vicepresidencia de la República, así como el Ministerio de Gobierno, ocupan el Complejo denominado de Carondelet, que integra a los palacios del antiguo Correo (actual calle Benalcázar, entre Chile y Espejo) y el de Gobierno, separados entre sí únicamente por la cochera. El Palacio actual fue construido entre 1956 y 1960 conservando solamente la fachada original.

### Fachada

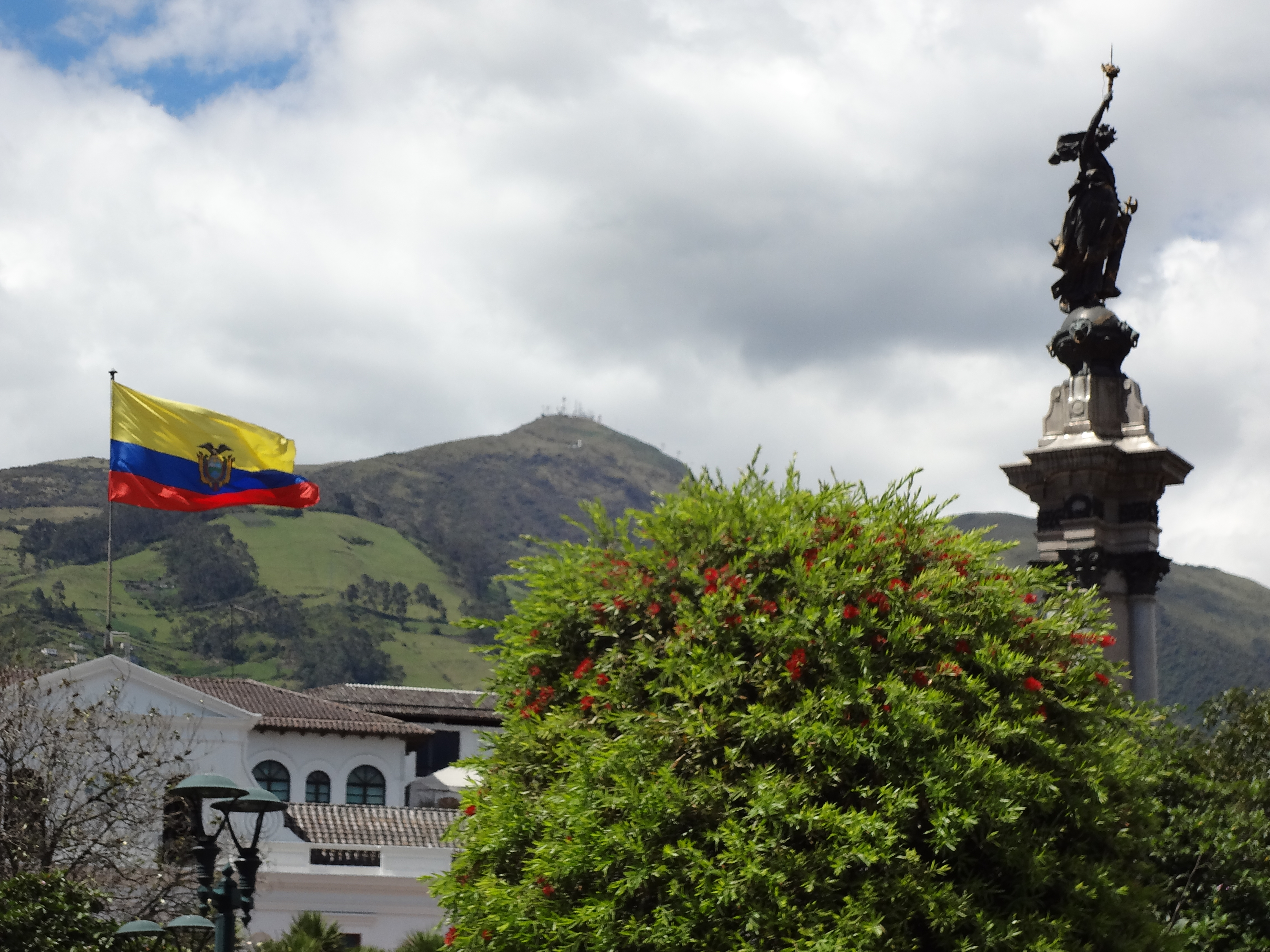
Palacio de Carondelet.

El primer cuerpo de la fachada es de piedra andesita, y presenta diez cobachas o pequeñas tiendas cuyas puertas están rematadas por frontones triangulares y que albergaron desde el inicio a negocios particulares. Estos espacios servían para financiar al gobierno virreinal con el alquiler que se cobraba de los mismos, mientras que durante la época republicana se mantuvo el mismo uso pero por motivos de tradición, albergando en la actualidad negocios como una barbería y tiendas de artículos turísticos. El zócalo de andesita de este primer cuerpo contiene algunos bloques que presentan un tallado similar al de las grandes piedras de los templos incásicos, lo que ha permitido especulaciones históricas sobre su origen en construcciones prehispánicas de la ciudad de Quito. En todo caso, no todos los historiadores están de acuerdo con esta tesis, propagada a mediados del siglo XX por el historiador padre Pedro Porras y sostenida en la actualidad por varios expertos.

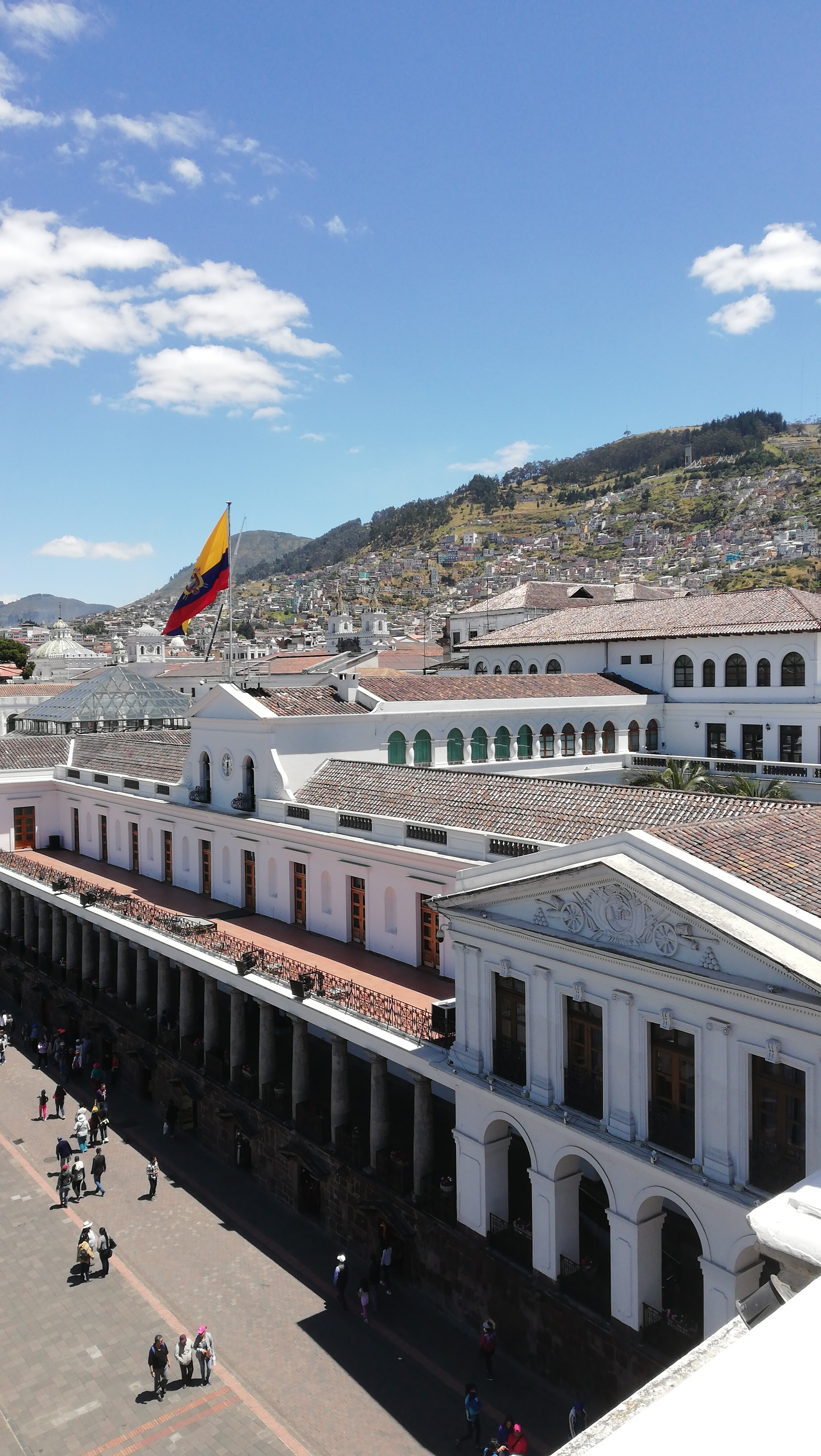
Palacio de Carondelet desde el Hotel Plaza Grande.

El segundo cuerpo de la fachada contiene una galería a modo de loggia que da hacia la plaza, con una columnata realizada en piedra. Las columnas, de estilo dórico, son veinte en total y reemplazan a las columnas originales del virreinato, que eran de ladrillo. Se accede a la galería por dos amplias escalinatas. La principal es la del costado norte. La mitad de ella fue nivelada para permitir el acceso de los discapacitados.
En los extremos de la fachada, el pórtico o loggia se completa con arcos de medio punto.

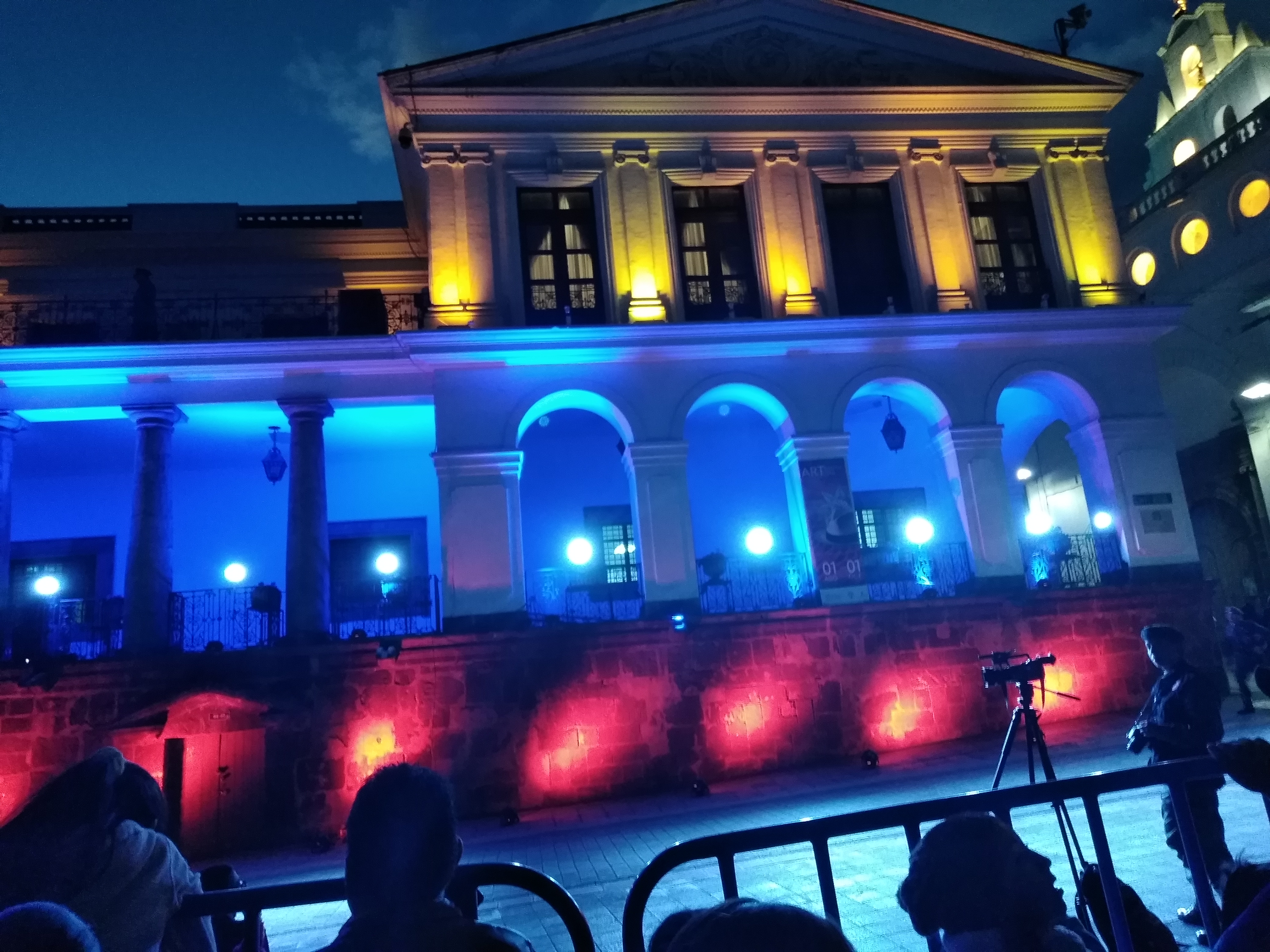
El Palacio de Carondelet iluminado con los colores patrios por el día de la Independencia de Ecuador

El tercer cuerpo del Palacio presenta una gran terraza, con vista a la Plaza Mayor, que corre sobre la loggia, y en los costados dos bloques con ventanas a la calle. Las del sur corresponden al Despacho Presidencial y las del norte al Oratorio católico de Palacio.

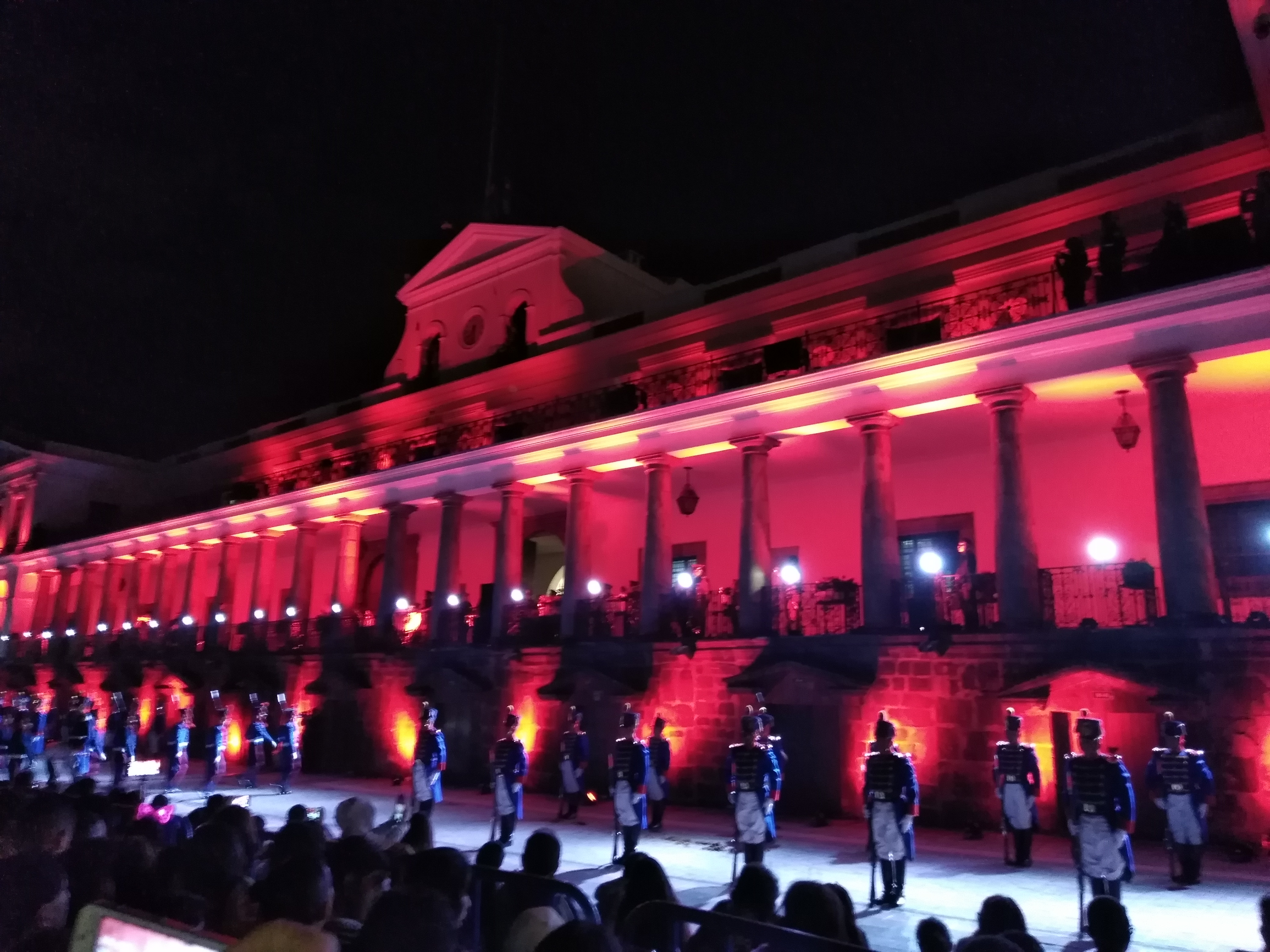
Los granaderos de Tarqui, en la velada por día de la Independencia de Ecuador.

Finalmente, el cuarto cuerpo de la fachada incluye, en el centro, un frontispicio que alberga un campanario y un reloj, instalados por el presidente García Moreno, y hacia los costados dos frontones decorados con las armas de la República del Ecuador rodeados de cañones. Sobre el frontón del campanario, en un asta, ondea la bandera nacional de la República del Ecuador.

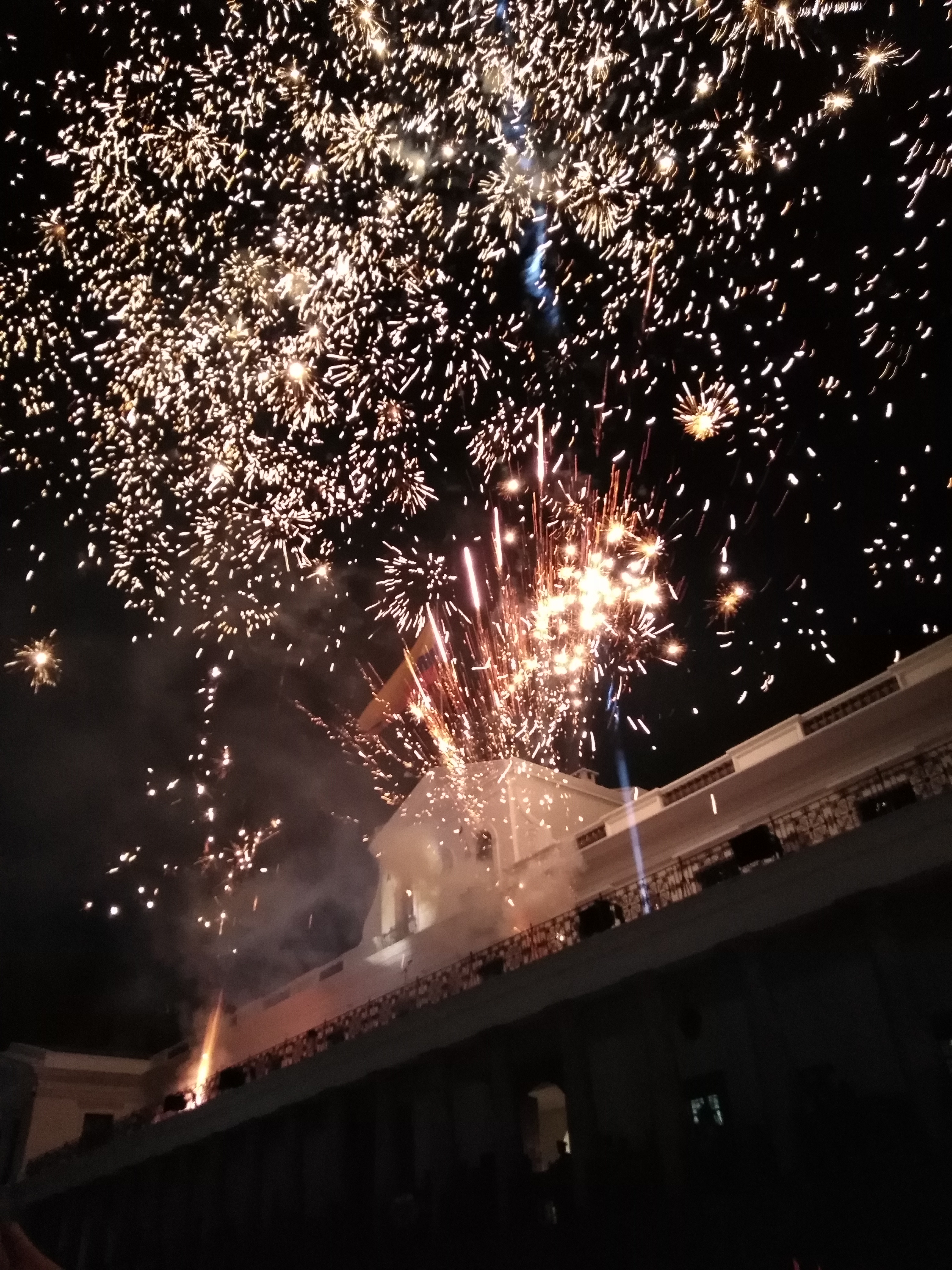
Fuegos artificiales en el Palacio de Carondelet por el día de la independencia de Ecuador en 2018.

## Interiores del palacio
Una de las constantes en casi toda la edificación palaciega, en cuanto a materiales se refiere, es la madera. Docenas de diferentes tipos de maderas finas han sido usadas a lo largo de los años tanto en pisos como en cielos, y por supuesto, en la elegante mueblería de época.
Varias pinturas adornan la casa presidencial ecuatoriana, entre ellas se encuentran obras de Tamayo, Rafael Salas, Cevallos, Atahualpa Villacrés, Thoret, Oswaldo Viteri, Marco Salas y Jaime Zapata. Varias de estas corresponden a los retratos de los presidentes en el "Salón Amarillo".
La decoración se caracteriza por tener hexagonales alargados que enmarcan guirnaldas y en mascarones de evidente apariencia indígena. El revestimiento de madera, aplicado como zócalo en la paredes de todas las estancias, fue obra de Vicente Arboleda. Los tumbados de los salones tienen su trabajo arquitectónico con diseños y objetos traídos desde España, Francia y Portugal.

### Primer piso

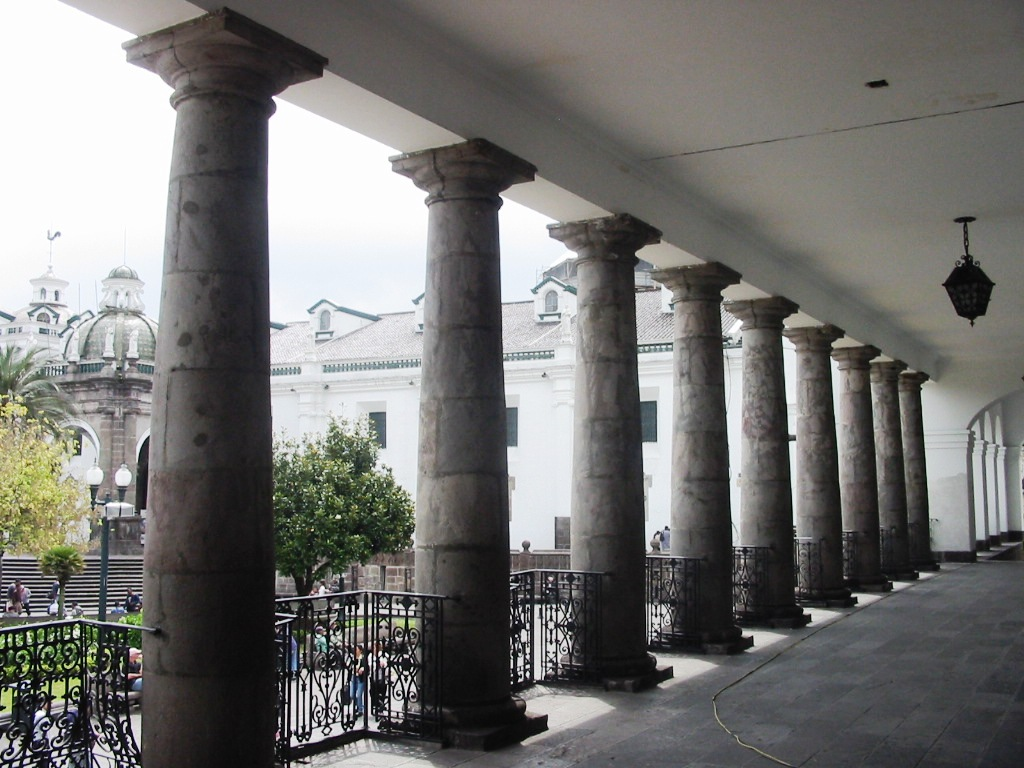
Atrio exterior del palacio, con la icónica columnata de piedra.

El acceso a Palacio se realiza por un amplio corredor decorado con una columnata de piedra con vista hacia la Plaza de la Independencia, y se trata de un atrio que se levanta un piso con relación al nivel de la plaza mayor.
Entre las columnas hay barandas de hierro forjado que provienen de las ruinas del Palacio parisino de Las Tullerías, destruido durante la Comuna de París de 1861; estas fueron puestas en venta y compradas por el representante ecuatoriano en Francia, Antonio Flores Jijón, por orden del entonces presidente Gabriel García Moreno. Según el historiador Fernando Jurado Noboa, el presidente francés Charles de Gaulle golpeó las barandas del atrio durante su discurso ante el pueblo quiteño, reunido en la Plaza Grande el 24 de septiembre de 1964, y acto seguido emitió la frase "¡est des Tuileries!" (¡es de las Tullerías!), pues conocía bien que aquellas piezas de metal forjado habían sido testigos de importantes capítulos de la historia de su nación.
En el atrio hay además varias placas que recuerdan hechos históricos, como las visitas del Libertador Simón Bolívar, el centenario de la Batalla del Pichincha, el asesinato de Gabriel García Moreno, la visita del Papa Juan Pablo II, entre otros. La más antigua de todas proviene del virreinato y destaca en español antiguo que, en 1612, se instaló en el Palacio la Real Audiencia de Quito.
En este pórtico los presidentes del Ecuador salen tradicionalmente a saludar a la gente que se concentra en la plaza. Dos granaderos de la Guardia de Palacio, armados con sendas lanzas, custodian el acceso principal del portón del norte. El portón sur permanece cerrado.
Un gran vestíbulo da acceso al Palacio desde los dos portones de madera en la entrada. En este espacio se encuentra un gran escudo de la República del Ecuador en bronce, que cuelga de la pared oriental. El piso del vestíbulo es de piedra gris andina, conocida como andesita. Tres arcos guardados por puertas de hierro forjado se abren para recibir a los visitantes ilustres; estos dan acceso al corredor del entrepatio, donde se encuentra la Esacalera de Honor.

#### Patios norte y sur

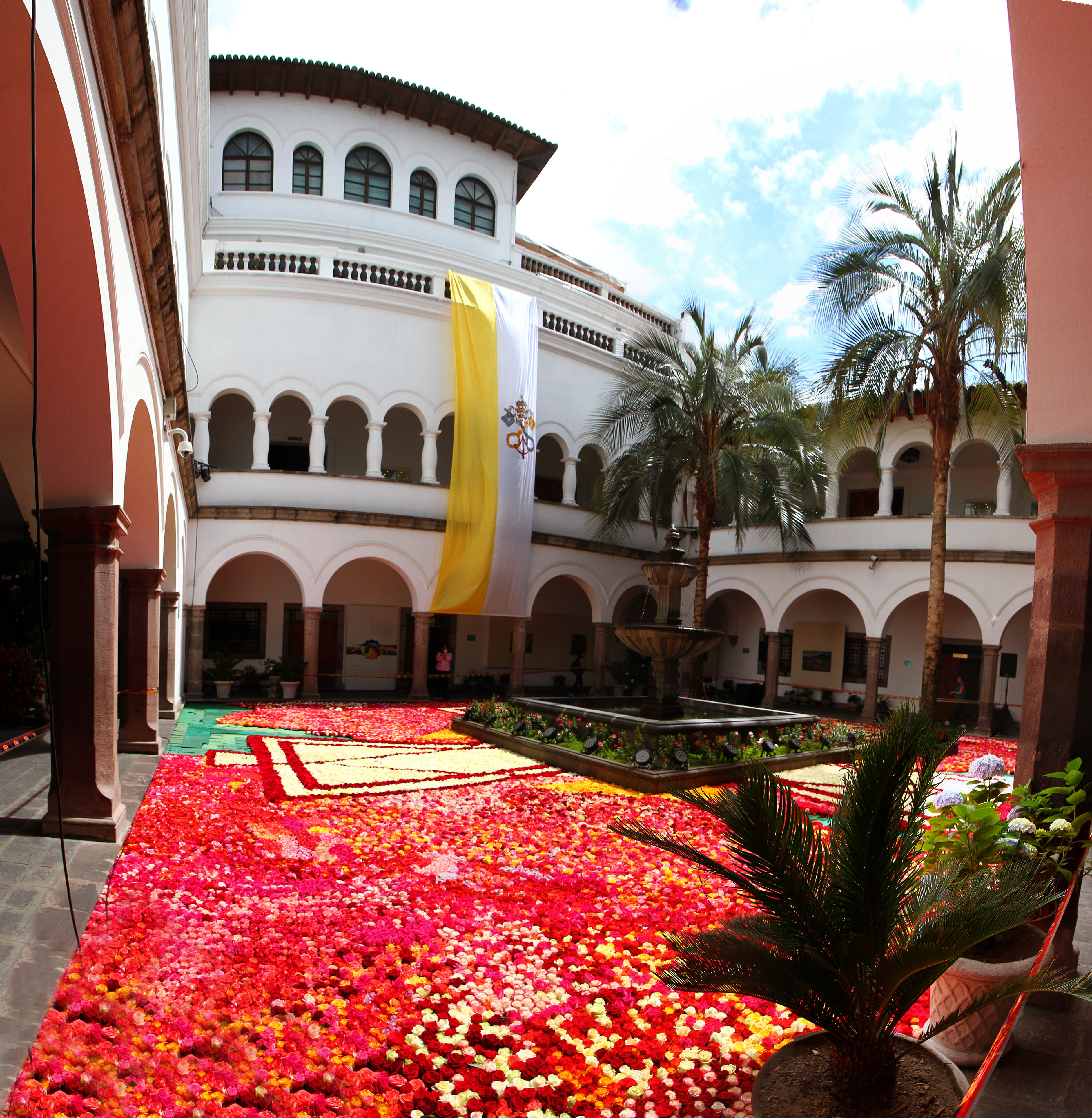
Patio norte, arreglado con rosas ecuatorianas para la visita del papa Francisco, en 2015.

A cada lado de esta suerte de corredor se encuentran los dos patios del Palacio, dispuestos en forma cuadrangular y simétrica, al más puro estilo de las casas virreinales quiteñas. En el centro de cada uno existen sendas fuentes de estilo "neocolonial", decoradas a su alrededor con flores nativas del Ecuador. Existen además unas pocas palmeras andinas que también se encuentran frecuentemente en los patios de los conventos de la ciudad.
El ala sur de la planta baja sirve para oficinas de la Presidencia, como la Secretaría Jurídica y otras. La norte está ocupada por la Sala de Prensa, el Salón Azul (que sirve para las conferencias de prensa de los funcionarios), las oficinas del Secretario de Comunicación y de la Casa Militar, así como de la Comandancia y Ayudantía del Servicio de Protección Presidencial. En el claustro del primer piso destaca un retrato del Gran Mariscal de Ayacucho, Antonio José de Sucre.

#### Escalera de Honor

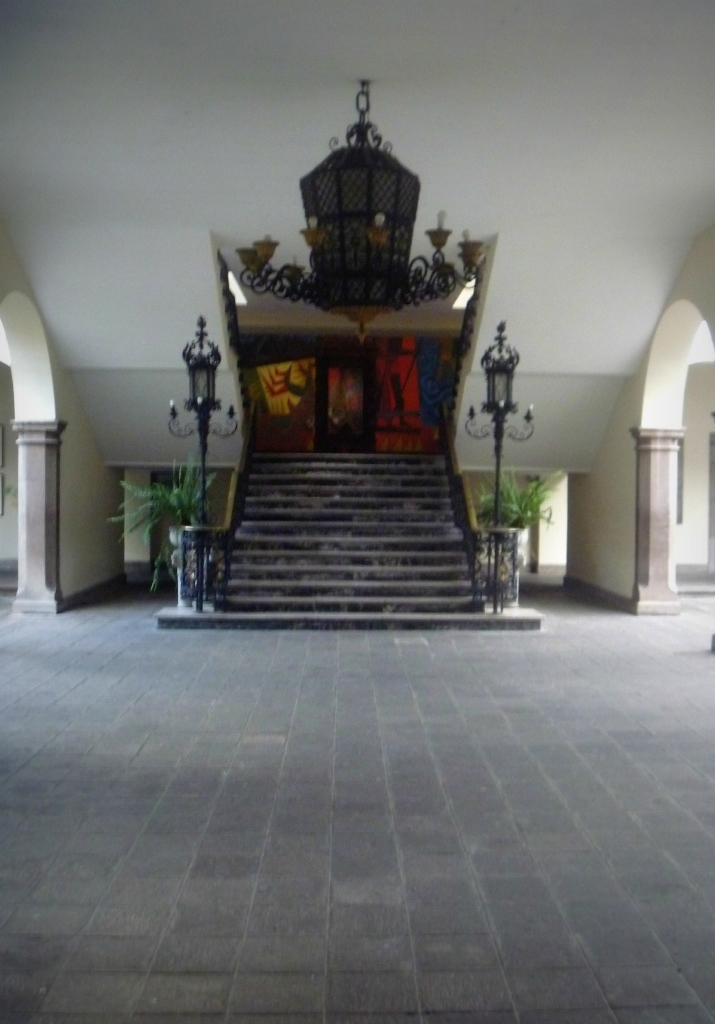
Corredor del entrepatio y Escalera de Honor.

Desde las puertas de hierro forjado del vestíbulo, y siguiendo por el corto corredor del entrepatio, se llega a la Escalera de Honor, flanqueada por elegantes pasamanos de hierro forjado al igual que dos faroles del mismo material. Este conjunto de escalinatas de tres cuerpos, al estilo imperio, permiten el acceso al segundo piso del Palacio. El primer grupo de escaleras llegan a un descanso donde se encuentra una urna de madera tallada con las armas de la República, esta guarda en su interior el pabellón nacional, al que todos los visitantes deben hacer una reverencia antes de seguir.
En este mismo espacio, de doble altura por los dos siguientes grupos de escaleras que llevan al siguiente nivel, se encuentra una de las obras centrales del Palacio: un gran mural realizado por el maestro ecuatoriano Oswaldo Guayasamín. Esta obra fue realizada en 1957 por pedido de la Secretaría de la Conferencia Latinoamericana que propuso como tema “El descubrimiento del Río de las Amazonas”. Está conformado por tres muros laterales cubiertos con cristales de color, traídos de Venecia, que tiene como soporte una superficie de cemento blanco concebido en forma de tríptico. El mural demoró siete años para ser concluido y recuerda como gloria del Ecuador al descubrimiento del río Amazonas.

### Segundo piso

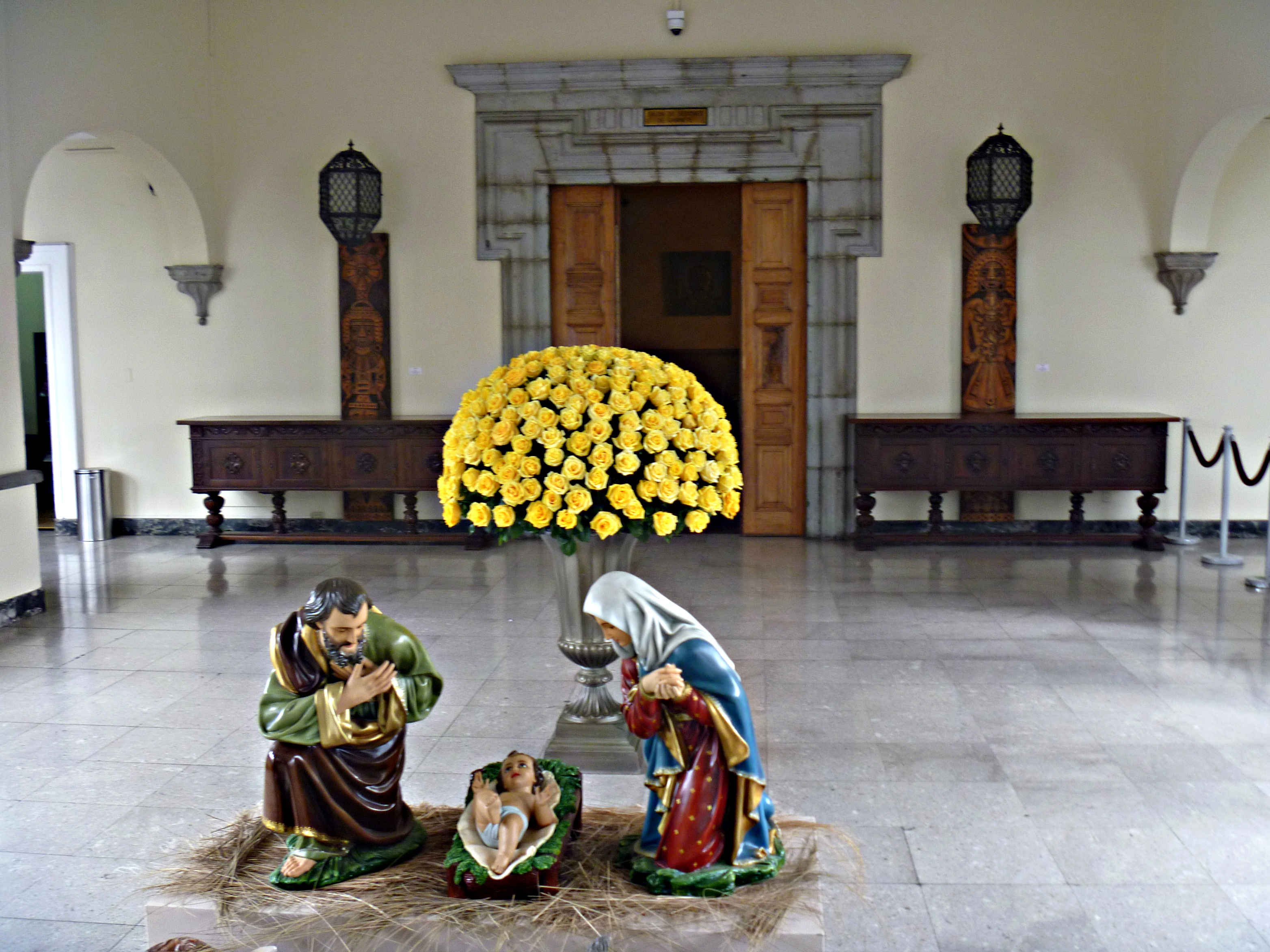
Vestíbulo del segundo piso.

En el segundo piso del Palacio, se quiso recrear los claustros superiores de los conventos quiteños, como es el caso del Convento de San Agustín, cuya influencia se nota en las arcadas de la galería superior, con pequeñas columnas toscanas entre las que se han colocado macetas con geranios. Estas impiden ver desde el patio inferior a las galerías superiores, protegiendo la privacidad del Presidente y sus altos funcionarios.
Este piso alberga varias de las dependencias más importantes de Carondelet; como el Despacho presidencial, el Gabinete Manuela Sáenz (antecámara del despacho presidencial), el Salón Amarillo, el Salón de Banquetes, el Salón del Gabinete, el Gabinete del Secretario y el Oratorio.
Se accede desde los dos cuerpos laterales de la Escalera de Honor que se forman después del descanso con el mural de Guayasamín; estos convergen en un vestíbulo con pisos de mármol que se encuentra sobre el corredor del entrepatios del primer piso. Allí se exhiben generalmente arreglos de flores ecuatorianas en un gran jarrón de plata, y en época de Navidad, un pesebre con figuras de tamaño mediano.
Al fondo del vestíbulo se puede observar la primera de las estancias de Estado del palacio, el Salón del Gabinete, con su puerta con portal de piedra y flanqueada por dos piezas de madera tallada a cada lado, bajo dos faroles de hierro y vidrio esmerilado. Dos mesas de madera tallada a cada lado completan el cuadro de fondo de quien accede al segundo piso.

#### Salón del Gabinete

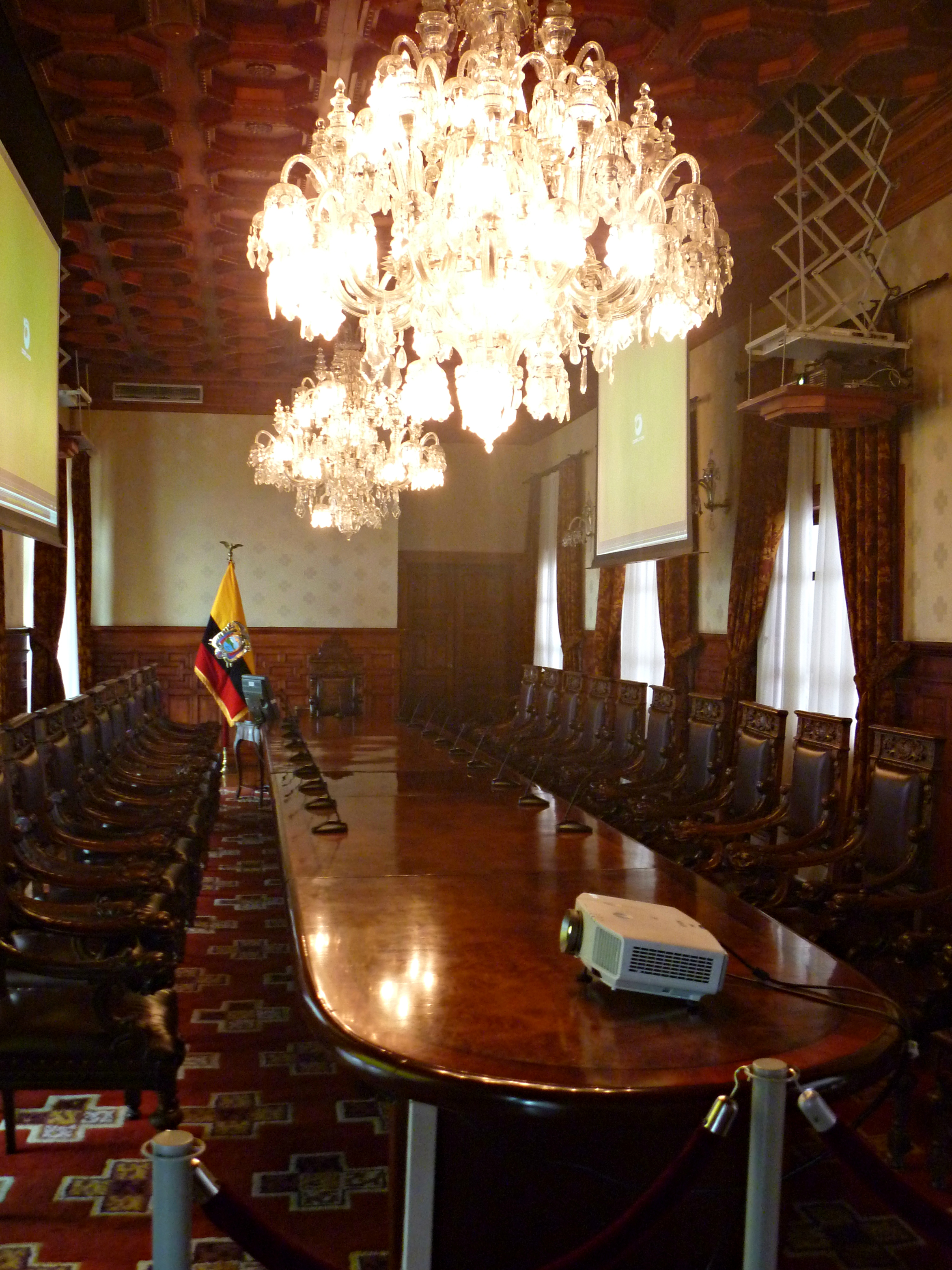
Salón del Gabinete.

Es el primero de los salones al que se tiene acceso desde el vestíbulo de la Escalera de Honor, en el segundo piso. Está ubicado frente al gran balcón que da hacia la Plaza Grande, al que todas sus ventanas orientales tienen vista; mientras que las ventanas occidentales lo hacen hacia el corredor interno. Está conectado con la Antecámara del Despacho Presidencial a través de un pasillo interior, por el que generalmente ingresa el Presidente de la República para las reuniones.
Este salón es el lugar en el que el presidente de la República realiza las reuniones con su Gabinete, y es precisamente de allí que proviene su denominación. El punto focal de la habitación es una gran mesa de madera oscura de la época virreinal y sus respectivas sillas de finales del siglo XIX, ricamente talladas por el artista italiano Juan Bautista Minghetti por encargo del presidente Luis Cordero. Minghetti fue también el responsable del diseño preliminar del Monumento a la Independencia que hoy se encuentra en la Plaza Grande, y que más tarde fue construido por Lorenzo y Francisco Durini.
El techo está cubierto por un simple artesonado de madera oscura con figuras de flores talladas. Dos lámparas de cristal cuelgan del techo y son de origen peruano, mientras que las lámparas de pared son europeas. El presidente Rafael Correa mandó a colocar la gran alfombra que se encuentra bajo la mesa, y que fue confeccionada por los artesanos de Guano (provinvia de Chimborazo) específicamente para este fin. El tapizado de las paredes también fue mandado a cambiar por uno en los mismos tonos que el anterior, pero de origen nacional, para resaltar la mano de obra ecuatoriana en el Palacio.
Un austero cuadro de plata y bronce, representando el rostro del Gral. Eloy Alfaro, y una bandera del Ecuador en su pedestal son las únicas piezas que adornan este espacio. Durante la intervención solicitada por el presidente Correa también se dotó al salón de tecnología de punta para teleconferencias con los lugares más remotos del planeta.

#### Gabinete del Secretario
Contiguo al Salón del Gabinete se encuentra esta habitación de tamaño mediano, en la que funcionan las oficinas de la Secretaría de la Presidencia de la República. Es oficialmente conocido como Gabinete del Secretario, aunque en épocas pasadas tuvo otros usos, inclusive el de recámara. Además de los zócalos de madera y varias pinturas en las paredes esta sala no presenta mayor decoración y su uso es el de oficinas. No está incluido dentro del recorrido turístico del Palacio.

#### Salón de Banquetes

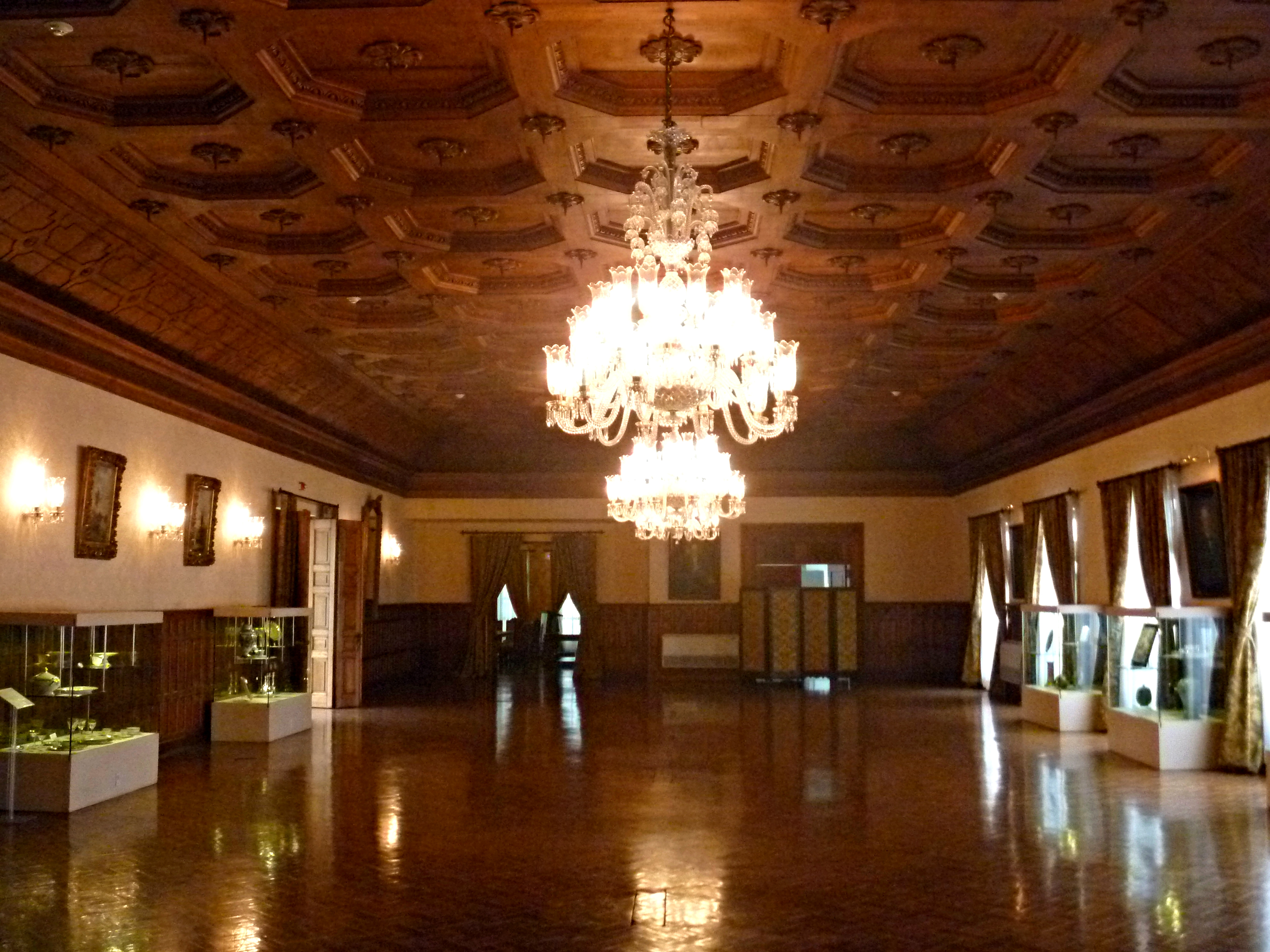
Salón de Banquetes.

En el costado sur del segundo piso del Palacio, con vista hacia la calle Chile, se encuentra el Salón de Banquetes, también conocido como Salón de Baile. Un sobrio y amplio lugar en el que se celebran muchos de los más importantes eventos sociales del país; cocteles, reuniones de trabajo entre delegaciones extranjeras, desayunos, almuerzos y cenas de Estado, bailes de gala y a veces también conferencias de prensa.
En el extremo occidental se pueden encontrar dos puertas: la izquierda lleva directamente al Salón Amarillo, mientras que la de la derecha conduce al antiguamente llamado Gabinete Calientaplatos, lugar en el que se encuentran las escaleras que llevan a la cocina y donde el servicio encargado de atender a los invitados dispone de un espacio para organizarse. En el extremo oriental, en cambio, se encuentra el Oratorio del Palacio, separado del Salón de Banquetes por un gran arco cubierto por una pesada cortina de seda.
Vale la pena destacar, los pisos en parqué de madera de los bosques de la provincia de Esmeraldas que fueron cambiados en 2007, así como el papel tapiz y las cortinas de seda francesa. El artesonado del techo repite el patrón del Salón del Gabinete, aunque adiciona un pequeño zócalo curvo superior con figuras geométricas de cuadrados. Las tres lámparas de araña que iluminan la habitación son de cristal de Baccarat, el más fino del mundo, al igual que las varias lámparas pequeñas de pared que se distribuyen a lo largo del lugar.
El mobiliario del Salón es reducido: un biombo de tela de seda que cubre la puerta al calientaplatos, un par de consolas de madera tallada y un gran piano de cola del siglo XIX que perteneció a Marietta de Veintimilla, y que antes se encontraba en el actual Oratorio, es todo lo que se puede observar generalmente en este espacio. Las paredes están decoradas con grandes espejos de cristal de roca en moldura de pan de oro y, por supuesto, los óleos de varios artistas ecuatorianos, entre ellos los retratos del Gran Mariscal de Ayacucho, Antonio José de Sucre, la libertadora del libertador, Manuela Sáenz, y del primer presidente de la República, el general Juan José Flores.

#### Oratorio

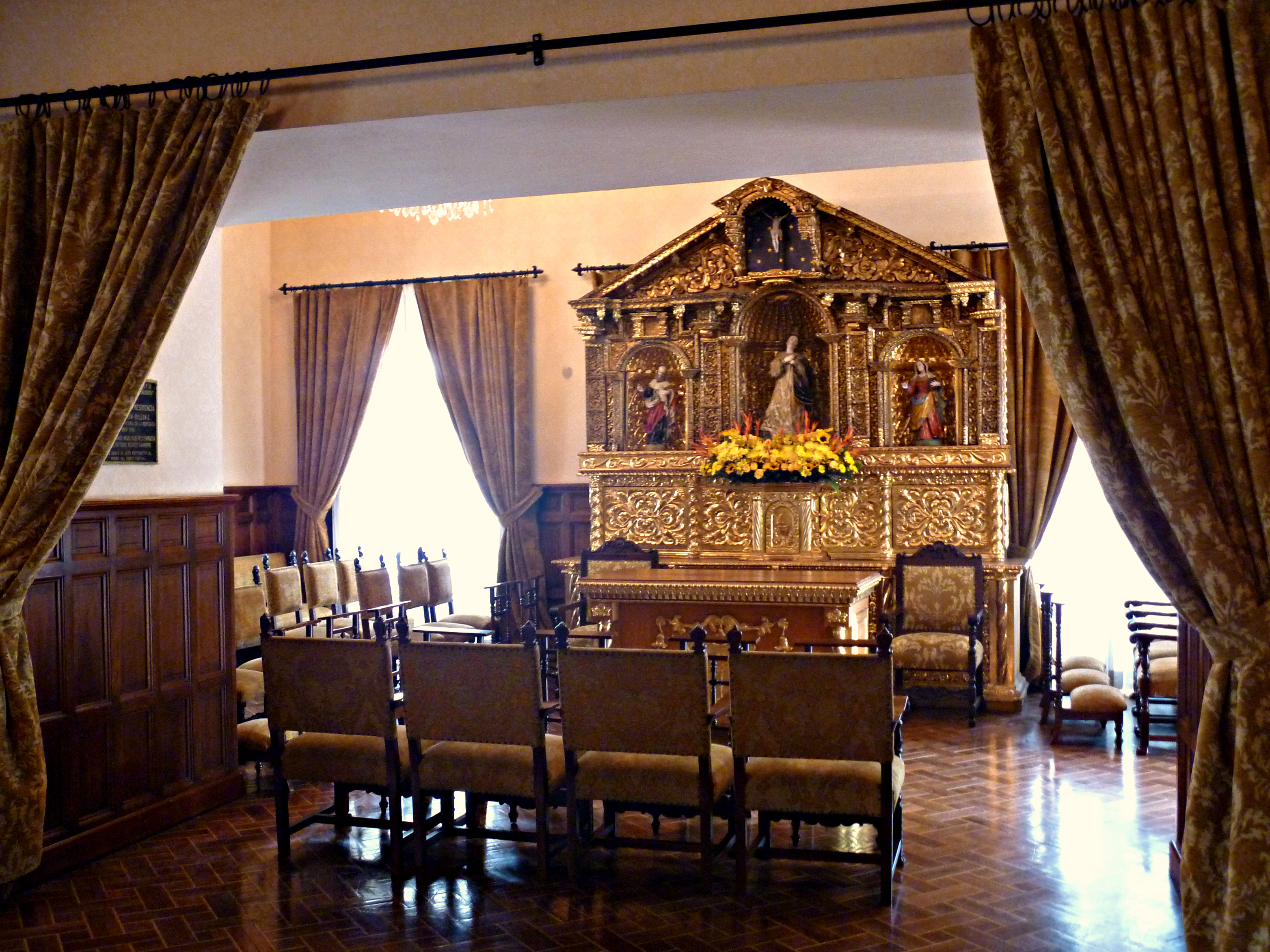
Oratorio del Palacio.

Continuo al Salón de Banquetes se encuentra el Oratorio, una pacífica y acogedora habitación no muy grande, readecuada durante el gobierno de Sixto Durán Ballén por petición de su esposa, la primera dama Josefina Villalobos. El oratorio no estuvo siempre en ese lugar, sino en una sala contigua a la Escalera de Honor, en donde se encuentra el mural de Oswaldo Guayasamín. Fue entonces retirado de esa sala y colocado en el sitio actual, que era el antiguo salón de fumar del Salón de Banquetes, conocido hasta entonces como Salón del Piano, y desde cuyas ventanas se puede mirar a la Plaza Grande y a la calle Chile. Una cortina permite ocultar el oratorio y separarlo del salón antes mencionado; además, desde este espacio los turistas tienen acceso al Gran Balcón del Palacio.
En la pared central, enmarcada entre dos grandes ventanales, se encuentra un pequeño altar construido en madera de cedro y cubierto con pan de oro, de estilo barroco que data del siglo XVII. En los cuatro nichos del altar se encuentran varias figuras de la reconocida escuela quiteña del siglo XVIII: la Virgen Inmaculada en el centro, Santa Ana y San Joaquín, padres de la Virgen, a los costados, y una representación de Jesucristo crucificado en lo alto del conjunto. El mobiliario de este pequeño espacio, como las sillas y reclinatorios, está labrado y cubierto de terciopelo, y en ellas el presidente y sus invitados pueden sobrecogerse en oración y pedir favores a Dios. Dos pequeñas lámparas de cristal penden del brillante techo cubierto de cerámica. Finalmente, unos pocos lienzos coloniales de varios santos, entre ellos los ecuatorianos Mariana de Jesús y el Hermano Miguel (estos dos de mediados del siglo XX), adornan las paredesde este espiritual salón de Carondelet.

#### Salón Amarillo o de los Presidentes

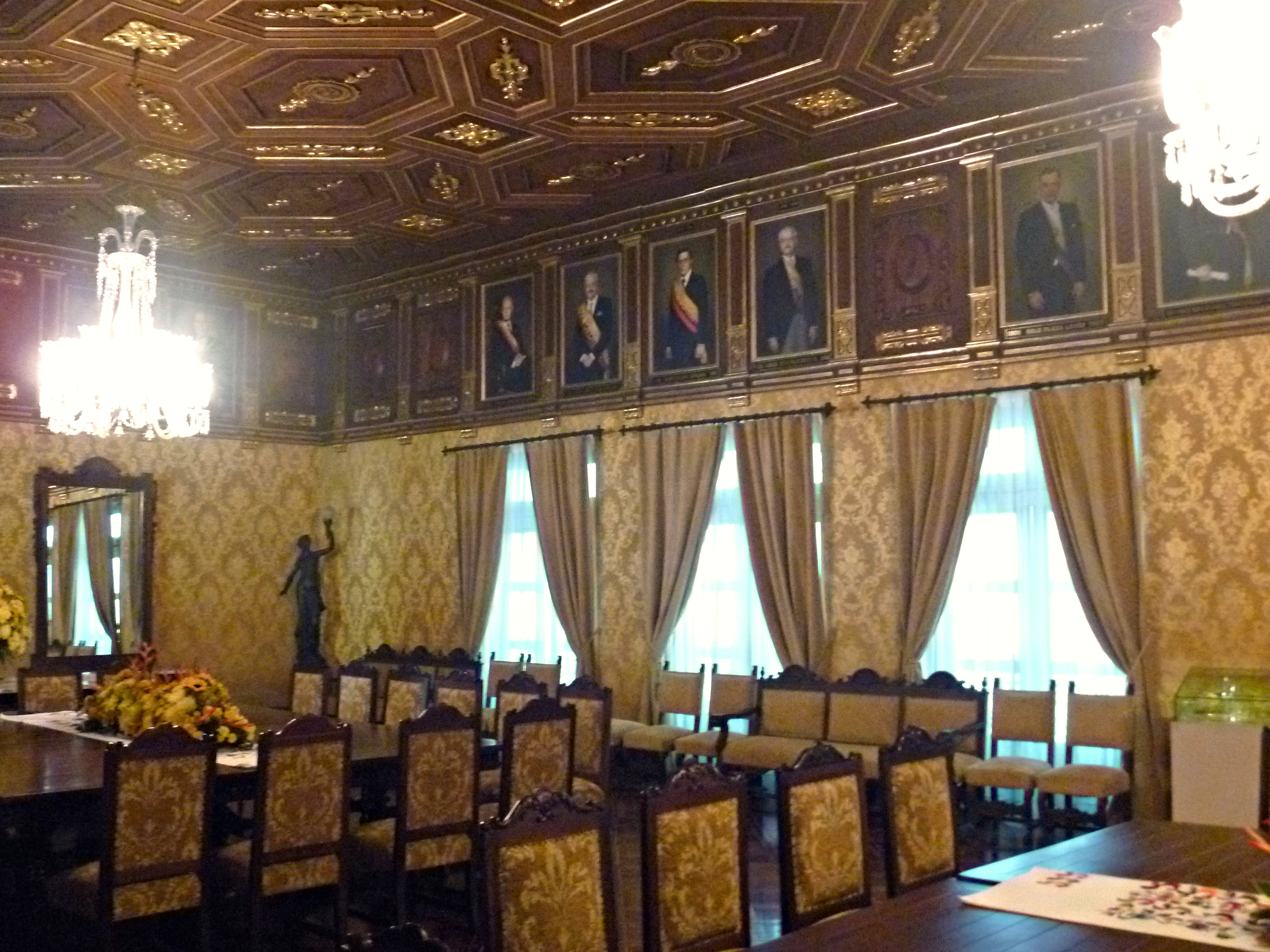
Salón Amarillo o de Los Presidentes.

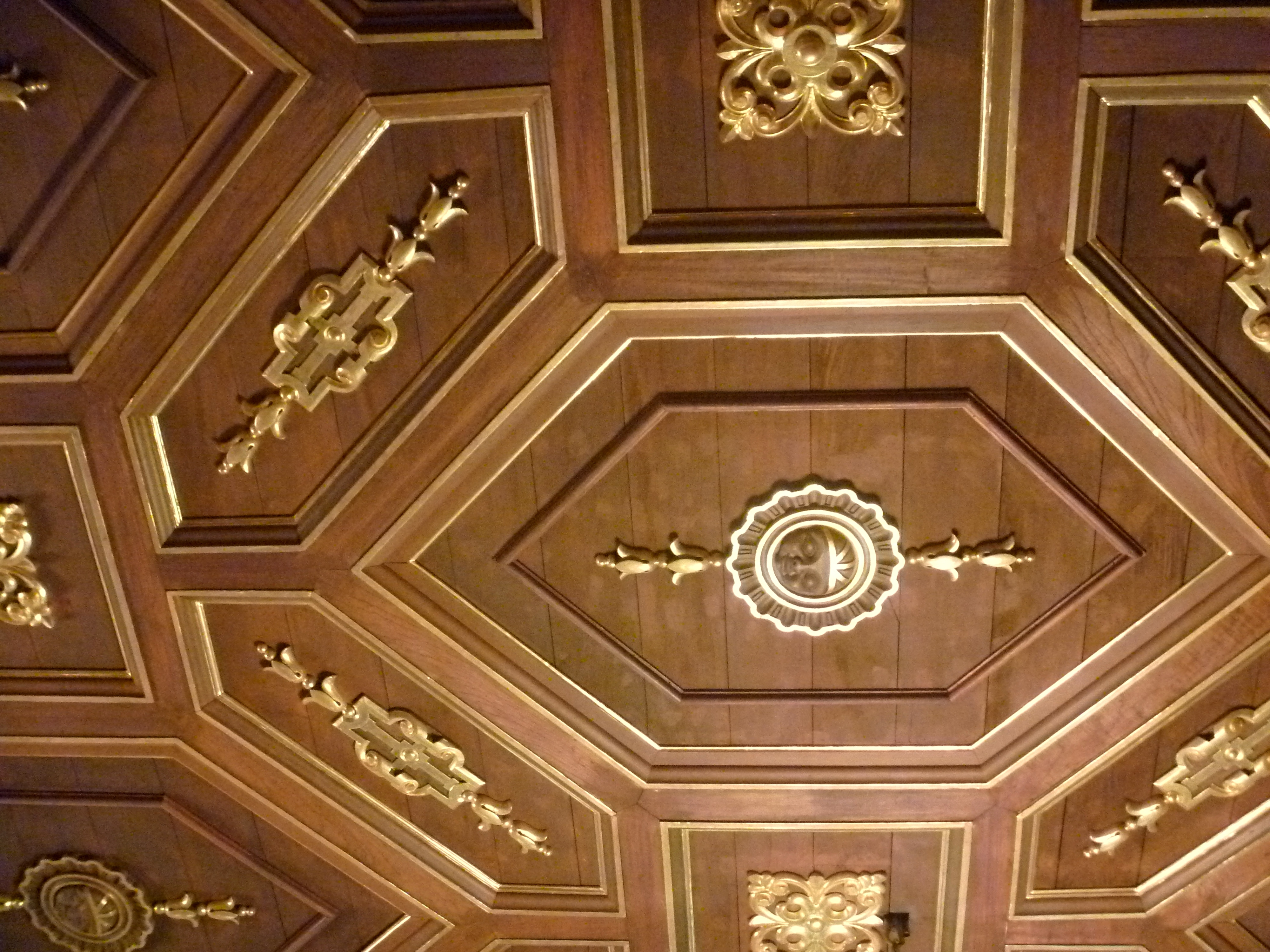
De talle del artesonado del Salón Amarillo.

Se encuentra en la esquina noroccidental del segundo piso del edificio, con vista hacia el patio de las cocheras. Sus paredes tapizadas de terciopelo amarillo con borduras de oro le dan el nombre tradicional. En este salón se encuentran los retratos de todos los presidentes constitucionales de la República del Ecuador desde el año 1830 ataviados con traje de gala y luciendo la banda presidencial, y es precisamente por estas pinturas que a partir de la época republicana también comenzó a ser llamado Salón de los Presidentes. Actualmente se encuentran colgados 44 retratos presidenciales, además de un espacio vacío reservado para el retrato del expresidente Lucio Gutiérrez.
El espacio fue diseñado por los hermanos Tejada, quienes son los artífices del artesonado del techo, modulado en planos hexagonales y geométricos y una marquetería de cedro que hacen referencia al periodo incásico del territorio ecuatoriano, específicamente el culto al dios Sol; estos significativos apliques están enmarcado en pan de oro por el artista ecuatoriano Luis Villagómez. Las dos grandes lámparas de araña que cuelgan del techo, al igual que las varias pequeñas de pared y las dos de pedestal, son de cristal de Baccarat y fueron importadas de Europa. Espejos de cristal de roca sobre consolas de estilo Luis XV y esculturas de mujeres con alegorías de la libertad y el conocimiento completan la decoración de este espacio. El mobiliario, entre sillas y sillones, está tapizado con finas telas en colores a juego con el del Salón.
Las pinturas de los distintos jefes de Estado, elaboradas por varios artistas con su estilo propio, representan sin duda, una manera de expresión que se reencuentran en todas y cada una de sus obras. A lo largo de un exhaustivo análisis, se ha observado que todos los retratos a excepción de uno (Osvaldo Hurtado) presentes en esta colección tiene un denominador común: el uso de la técnica tradicional. Pese a que las pinturas estudiadas alcanzan más de 170 años del devenir político de la época republicana ecuatoriana, se ha mantenido el afán por mantener los medios académicos naturalistas.
Dentro del grupo de pinturas, dieciséis llevan firma del autor y veinte son anónimas; esta costumbre tradicional de no firmar las obras, herencia colonial, no permite un concreto estudio histórico y artístico ya que no es adecuado realizar una atribución sin el respaldo de documentación de apoyo, que en este caso particular no existe. En el salón no se encuentran las pinturas de los Jefes de Estado durante las épocas de dictadura, tampoco de aquellos encargados del poder o que lo asumieron inconstitucionalmente, pues solo se destina espacio a quienes hayan sido posesionados legalmente por el Congreso o Asamblea después de una elección popular.
Según relató el arquitecto (y también Presidente) Sixto Durán-Ballén en una entrevista sobre la remodelación que hizo al Palacio, el actual Salón Amarillo ocupa el espacio del Salón del Congreso del siglo XIX. Hasta la construcción del Palacio Legislativo, en 1960, el Congreso ecuatoriano funcionó en este lugar. Como se trataba de un congreso bicameral, con relativamente pocos integrantes, las dos cámaras sesionaban separadas por una cortina, que se abría para dar lugar a las sesiones del Congreso Pleno. Existen fotografías del presidente José María Velasco Ibarra, en sus inicios como diputado, dando sus primeros discursos en ese salón, en donde se puede apreciar una especie de tarima para observar los debates. Era tan reducido el espacio que ocupaba el Congreso, que el acto de posesión presidencial se realizaba en el Teatro Nacional Sucre y no en el Palacio. Durante la reedificación de 1956, la nueva área fue restituida en el Salón Amarillo.
Actualmente este salón es usado por el presidente de la República para efectuar las posesiones de los ministros de estado, secretarios, gobernadores y otras autoridades gubernamentales. También es el lugar donde los embajadores de otros países presentan sus credenciales; además de ser el lugar en el que se celebran los actos protocolares de visitas oficiales de otros jefes de Estado y firmas de tratados internacionales; lo que lo convierte en el espacio más importante y representativo, no solo de Carondelet, sino del imaginario político del país.

#### Gabinete Manuela Sáenz

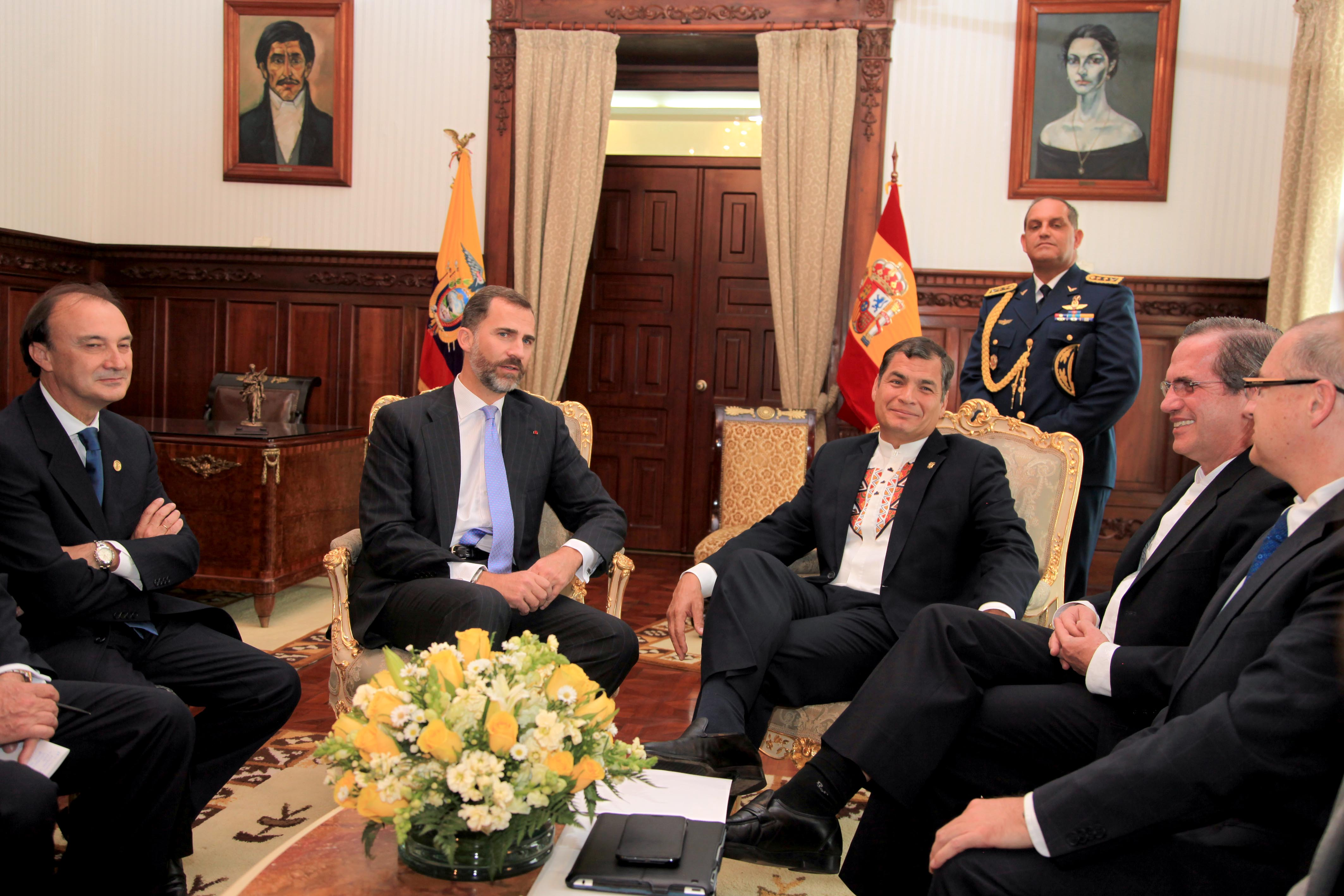
El expresidente Rafael Correa y el entonces príncipe Felipe de Borbón, en el Despacho Protocolar, en 2012.

También llamado Antecámara del Despacho Presidencial o Despacho Protocolario, se encuentra en el frente del segundo piso del ala sur del Palacio, con salida al Gran Balcón, y es parte de las áreas restringidas al público. Se trata de un pequeño salón en el que los visitantes pueden esperar audiencia con el primer mandatario; aunque también es utilizado para entrevistas con personales con altos funcionarios de otros países. Se comunica con el Salón del Gabinete por un pequeño corredor interno, de tal manera que el presidente no debe salir a los corredores exteriores para asistir a las reuniones con sus Ministros.
El salón está recubierto con paneles de madera a media pared y un delicado papel tapiz en colores claros con motivo de líneas verticales. Molduras de yeso pintadas de dorado sobre el techo blanco destacan una lámpara de cristal de origen peruano que pende sobre el centro de la habitación. Destacan los retratos de Simón Bolívar, Manuela Sáenz, Antonio José de Sucre y Eugenio Espejo; además se puede apreciar una estatua de bronce del Mariscal de Ayacucho, que se levanta sobre un pequeño pedestal junto a la salilla con muebles de mediados del siglo XX, la misma que presenta un orificio de bala en su parte posterior, dejada allí como recuerdo de la intentona militar de 1975. En este espacio se encuentra también un antiguo escritorio presidencial del siglo XIX, sobre el que se ha colocado un pequeño busto del general Eloy Alfaro.

#### Despacho presidencial
El Despacho presidencial se encuentra actualmente en un amplio salón, cuyas ventanas dan hacia la Plaza de la Independencia y a la calle Espejo, en la esquina suroriental del segundo piso del Palacio. Posee además una pequeña puerta lateral que le permite el acceso al Gran Balcón. El presidente Rafael Correa redecoró totalmente el espacio durante su mandato, instalando equipos de última generación para vídeoconferencias con sus ministros, además de una decoración sencilla pero moderna que le permita relajarse sin sentir la presión ni pesadez de un despacho de época.
Dos Granaderos de Tarqui custodian la puerta que conduce al Despacho Presidencial cuando el primer mandatario se encuentra laborando en su interior, de lo contrario la escolta se retira del lugar.

### Tercer Piso
Ubicado en el ala norte existe un pequeño elevador que conduce al tercer piso del Palacio, donde se encuentra la Residencia Presidencial. El pasillo que conduce al elevador está decorado con un gran óleo que reproduce un retrato colonial del Barón de Carondelet, presidente de la Real Audiencia, Capitán General de Quito y artífice del edificio.
La Residencia fue construida durante el tercer mandato de José María Velasco Ibarra, para instalarse allí junto a su esposa, Corina del Parral. El apartamento cuenta con un amplio espacio social, que está destinado a ser el estar del Presidente y su familia, donde se encuentran muebles de estilo clásico pero fabricados a mediados del siglo XX y un gran piano de cola donado por la esposa de Velasco Ibarra, además de un elegante comedor que sirve para que el presidente ofrezca almuerzos o cenas privadas a sus más selectos invitados. La vajilla del comedor privado está decorada con las armas de la República en dorado, mientras que en sus aparadores se guarda una antigua vajilla, probablemente del siglo XIX, que muestra el primer escudo del Ecuador: dos montañas sobre las que se muestra el sol equinoccial.
Varios dormitorios, la cocina y una terraza completan la Residencia Presidencial, que está decorada con obras de arte de la colección del Banco Central. Abandonada durante los varios gobiernos de Rafael Correa, quien prefirió seguir viviendo en su casa particular al norte de Quito, la residencia presidencial fue nuevamente ocupada por el presidente Lenin Moreno y su familia.

## Apertura al público
Rafael Correa, presidente de la República desde 2007, considerando que el Palacio de Carondelet y sus dependencias son Patrimonio Cultural de los ecuatorianos, convirtió el complejo presidencial en un museo accesible a todos quienes deseen visitarlo.
Con ese propósito, se organizaron áreas para ubicar los objetos de acuerdo con sus contextos culturales, a fin de que sean accesibles a la vista de todos, para lo cual se utilizaron varios salones y espacios dentro del Palacio.
Para realizar este trabajo, María del Carmen Molestina, investigadora, doctora en Arqueología, y exdirectora del Museo del Banco Central del Ecuador, realizó el inventario y determinó los lugares en los que se expondrían los regalos que el presidente Correa recibió desde su posesión. Además, localizó los objetos y muebles antiguos pertenecientes al Palacio para ponerlos en valor cultural y que entren en la galería de exhibición.
Gracias a este sistema, se presenta en la actualidad la oportunidad de asignar a todos los regalos presidenciales su correspondiente valor cultural, histórico y/o etnográfico, ya que todos son objetos que representan y materializan costumbres, tradiciones, ideologías y pensamientos de los diferentes grupos étnicos ecuatorianos.
En general, el Palacio carece de obras de arte o antigüedades, por lo que la exposición se refiere más bien a artesanías y otras piezas de folclore contemporáneo.

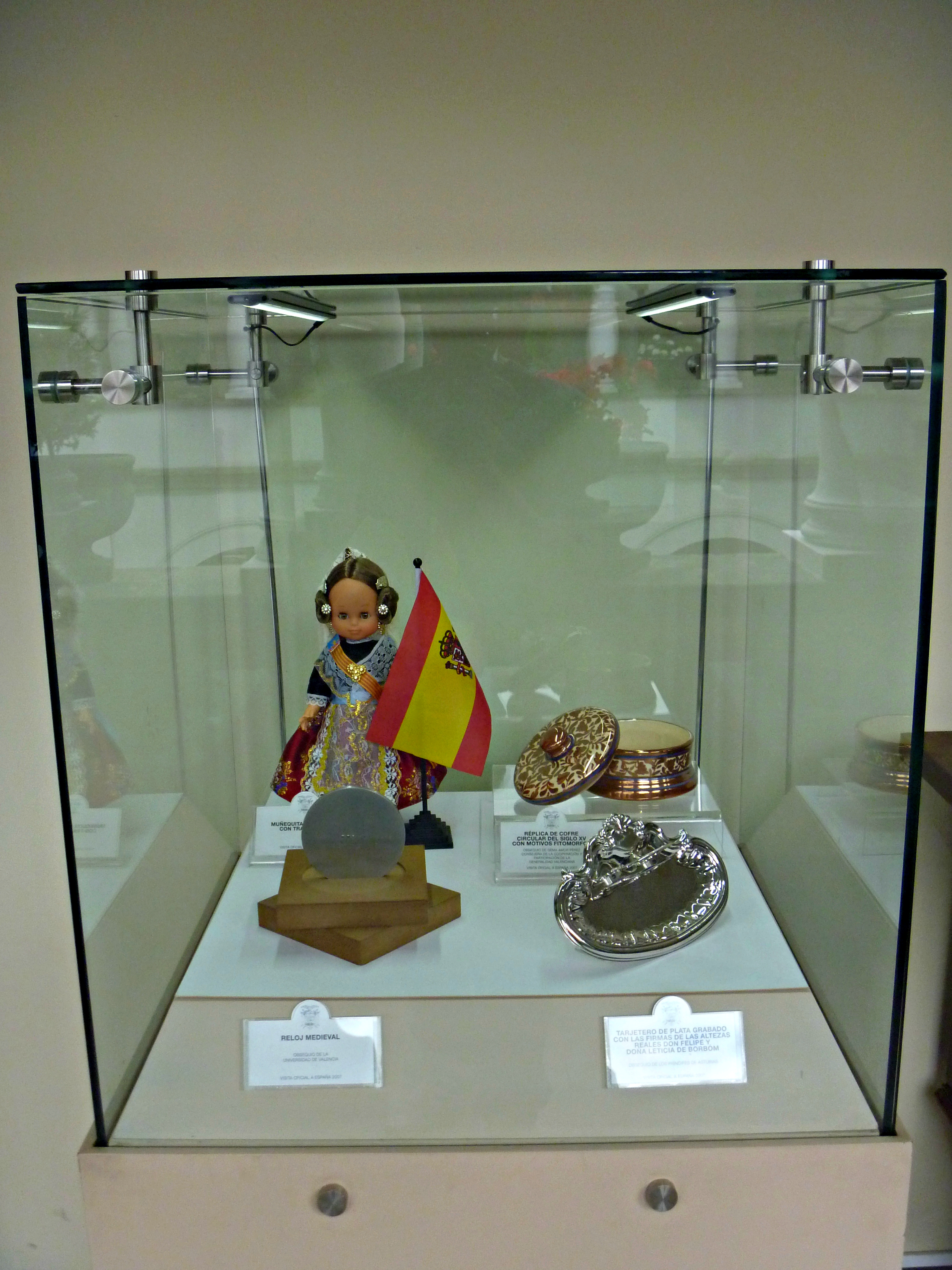
Vitrina Príncipes de Asturias. Obsequios que los herederos del trono español, Felipe y Letizia, le hicieran al Presidente durante su visita a Quito en 2012.
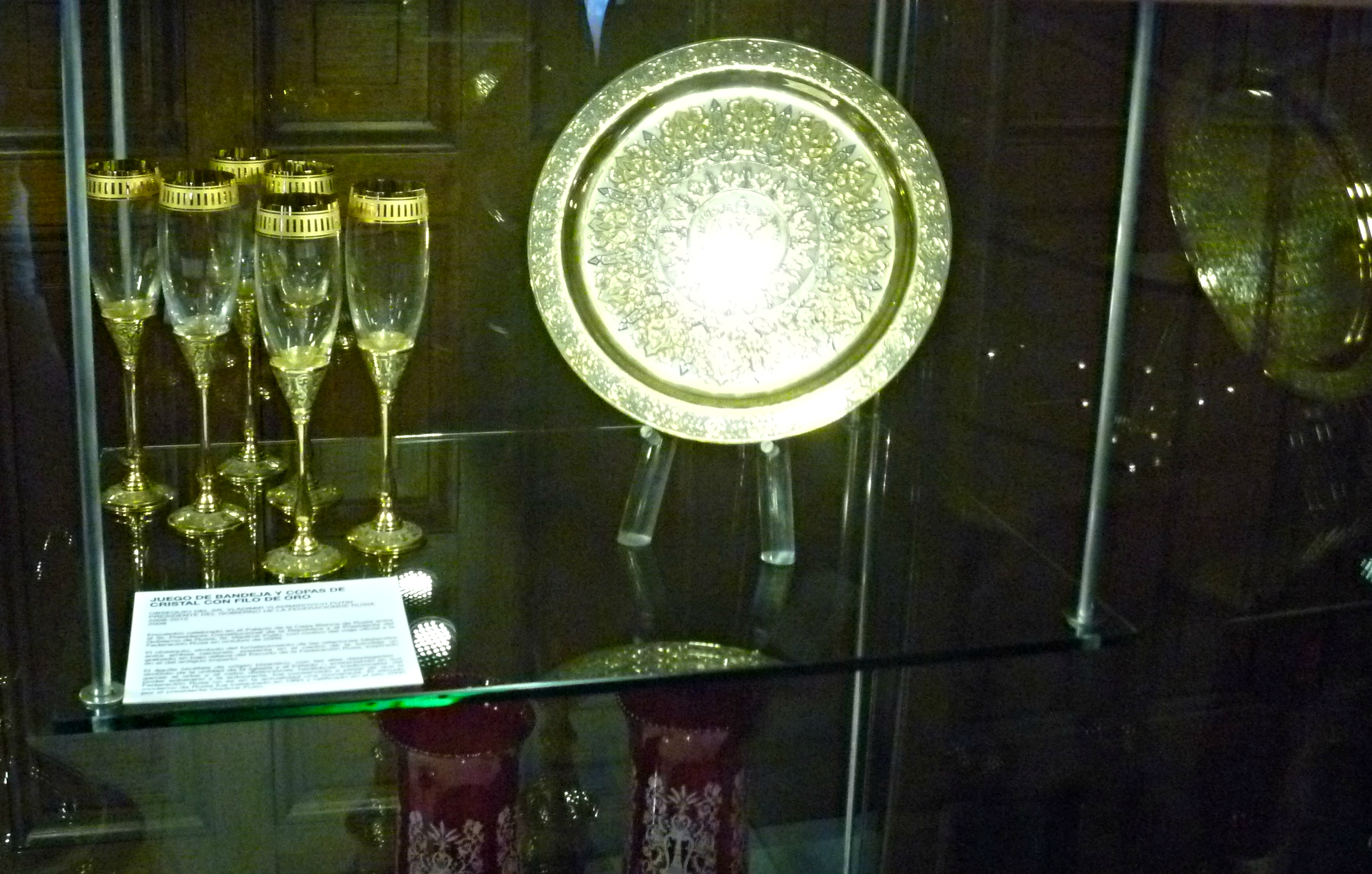
Vitrina Europa. En la imagen copas y platón de oro, obsequio del gobierno de Rusia en 2010.
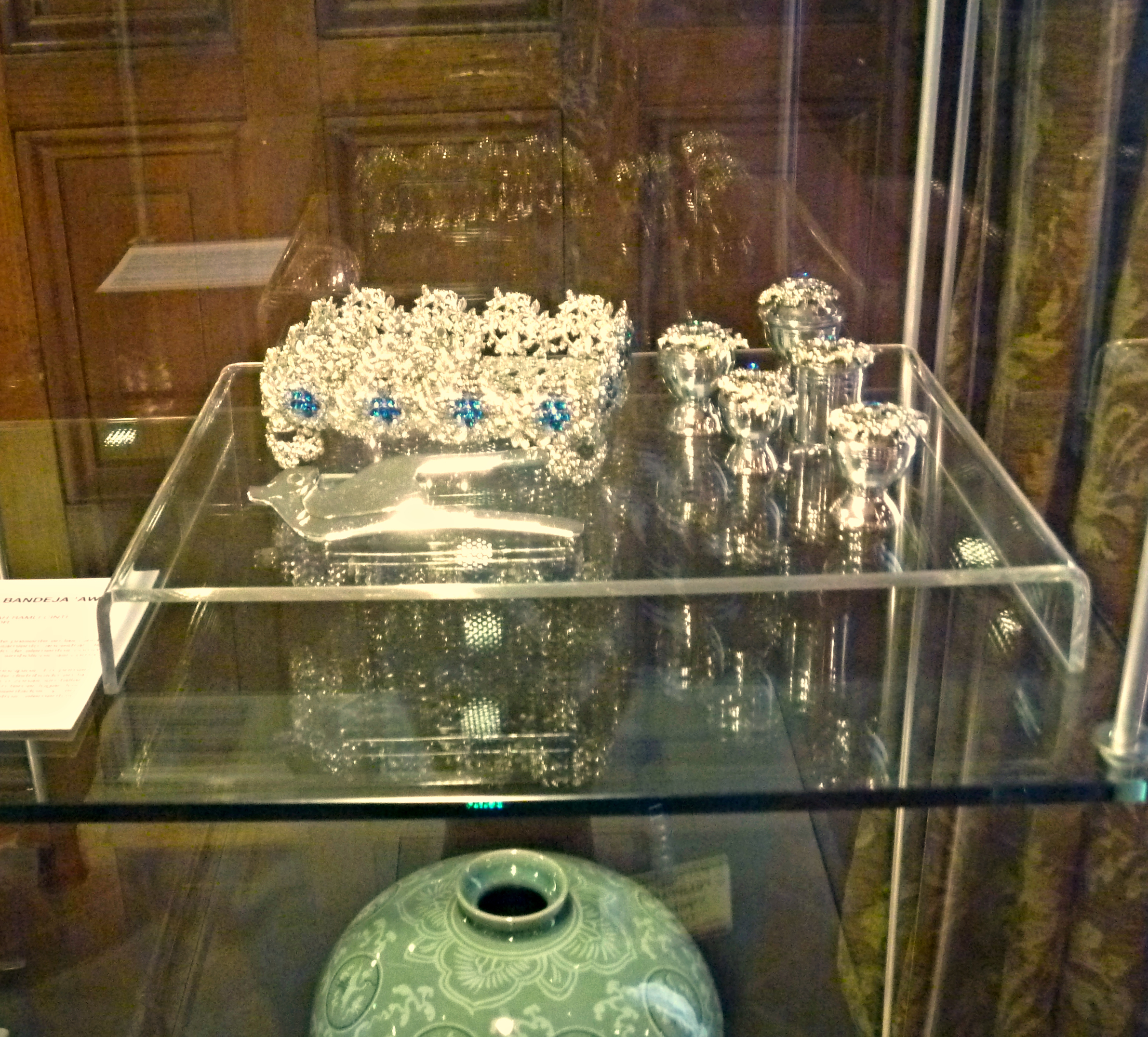
Vitrina Asia. Tiara y copillas de plata, obsequio del gobierno de Irán.
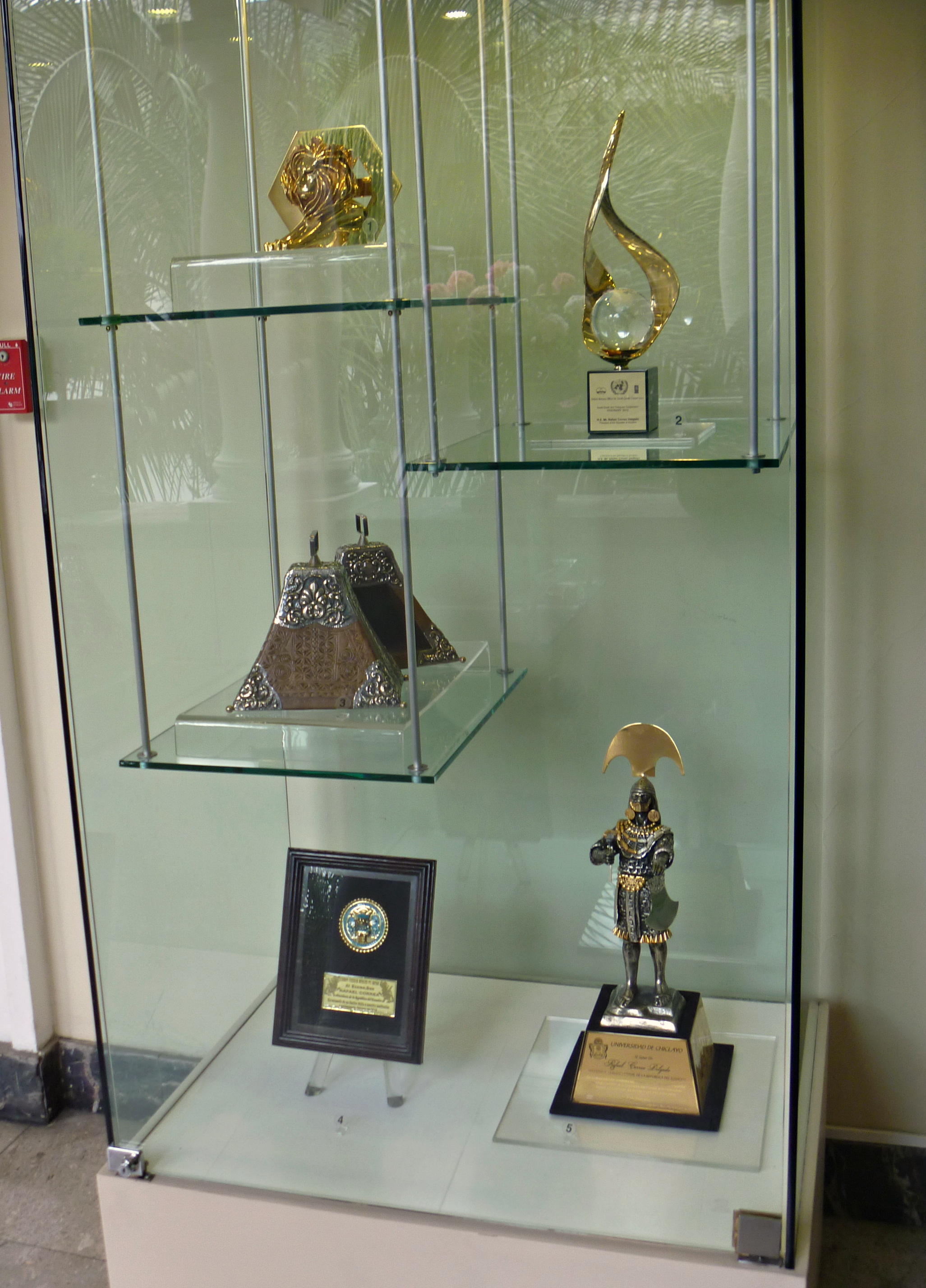
Vitrina América. Obsequios del gobierno de Perú y premios internacionales por la iniciativa Yasuní ITT.
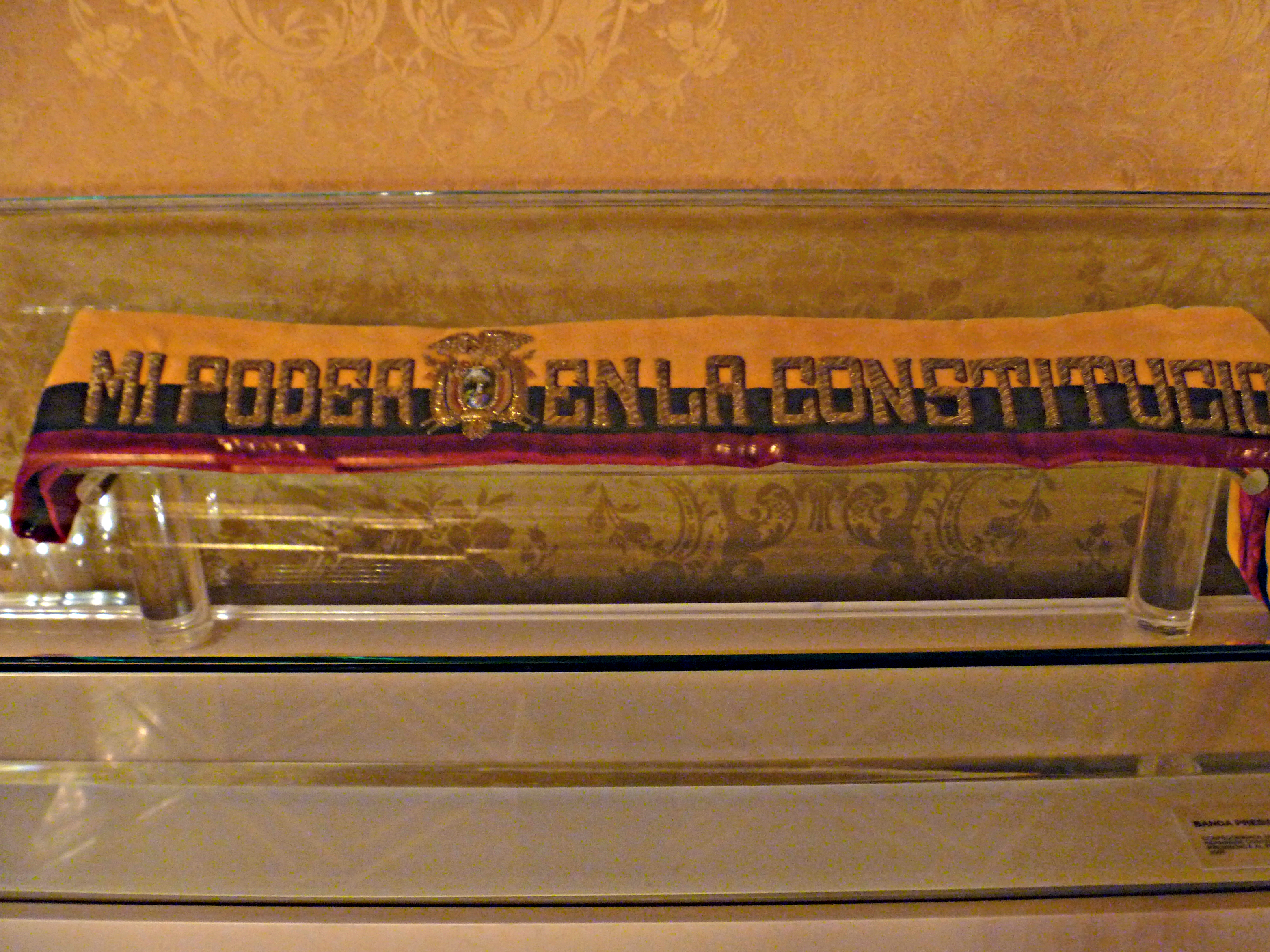
Banda presidencial con la que Rafael Correa fue investido como Presidente de la República.
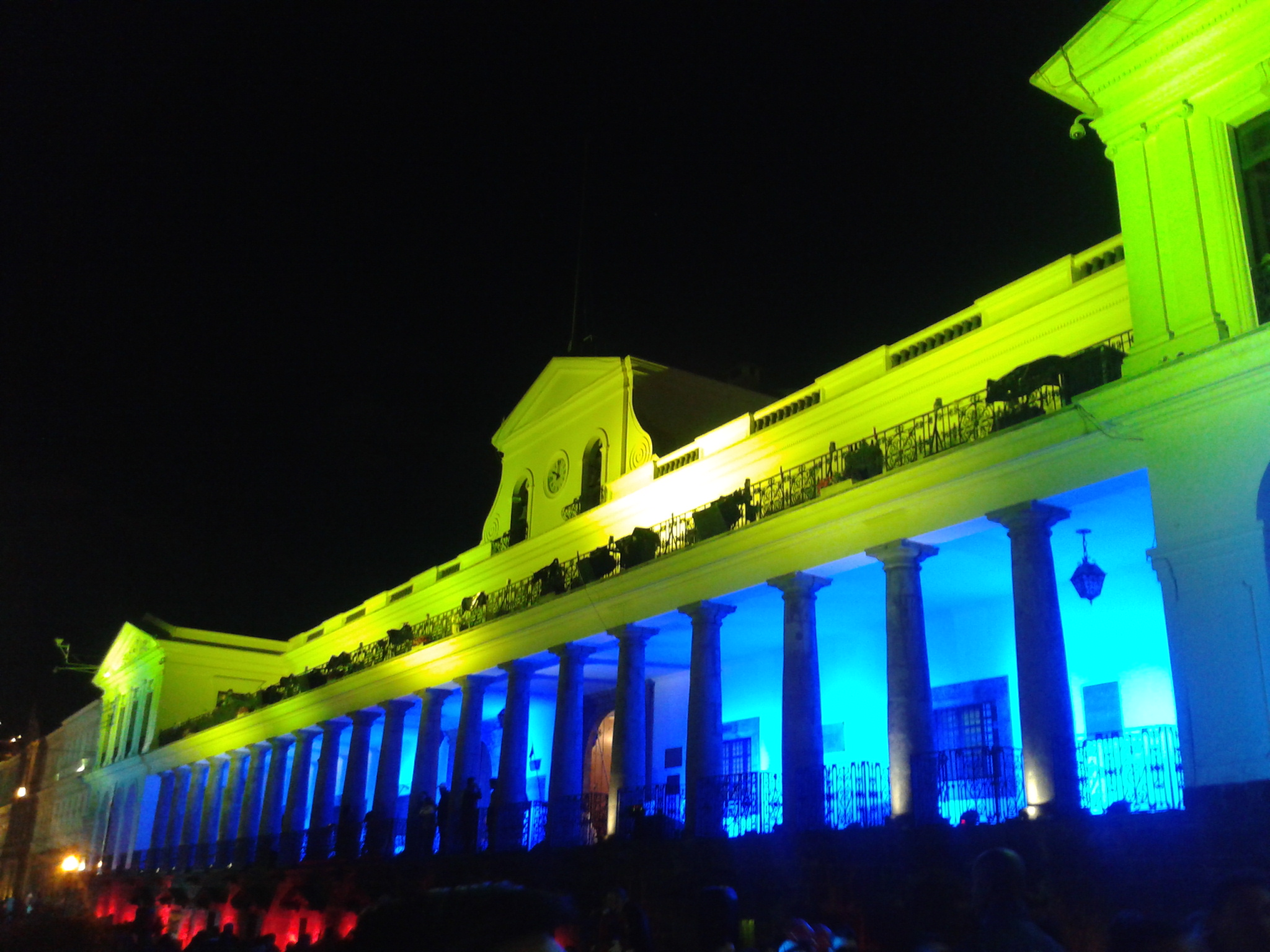
El Palacio de Carondelet conmemorándose el Primer Grito de Independencia en 2014

## Otras residencias presidenciales

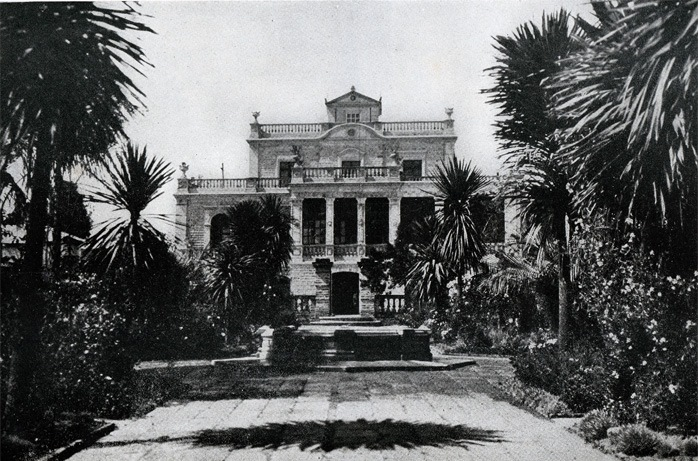
Quinta presidencial utilizada en la década de 1940, La Mariscal, Quito.

Históricamente, Ecuador no ha contado con una residencia campestre para su presidente. Durante el siglo XIX, el general Juan José Flores despachó y se atrincheró en su hacienda de La Elvira, en la provincia tropical de Los Ríos, cercana a Guayaquil, pero esta era una propiedad privada suya. El presidente Gabriel García Moreno arrendó la hacienda Guachalá, al norte de Quito, mientras ocupaba la presidencia Javier Espinosa (1869), pero mantuvo una intensa actividad política.
En el siglo XX, durante la presidencia de Leonidas Plaza, el Gobierno compró la quinta perteneciente al Dr. Alejandro Romo-Leroux, ubicada en la esquina de las actuales avenidas Patria y 12 de octubre, en el sector de La Mariscal, en esa época en las afueras de la capital. Esta quinta fue ocupada como lugar de descanso de varios mandatarios hasta la década de 1940, cuando fue vendida al gobierno de los Estados Unidos, que derribó la edificación y construyó allí su embajada, que ocupó hasta el año 2009 y hoy corresponde al mismo predio ocupado por la Fiscalía General del Estado.
También fue propiedad de la Presidencia y usada eventualmente como residencia fuera de la capital del presidente la Quinta San Luis, ubicada en el actual Valle de Los Chillos, un sector suburbano de Quito, en las cercanías del moderno Mall San Luis, pero el presidente José María Velasco Ibarra decidió cederla al Ejército, que instaló ahí la Academia de Guerra hacia 1963.
Los presidentes ecuatorianos desde 1979 han pasado sus vacaciones como invitados de la Armada del Ecuador en la Base Naval de Salinas, en donde se han alojado en las villas de oficiales de dicho reparto naval. La Base ocupa un amplio terreno en la Península de Santa Elena y cuenta con playas.
En Guayaquil, el presidente se aloja en hoteles, y actualmente trabaja en el Edificio del Gobierno Zonal de Guayaquil, que fue construido como sede del desaparecido Banco del Progreso. El Palacio de la Gobernación del Guayas, ubicado en el centro de la ciudad, fue recientemente restaurado y contaba con varios despachos y salas de reunión de uso presidencial. No obstante, en la actualidad, en el edificio del Palacio de la Gobernación del Guayas funciona la recién inaugurada Universidad de las Artes.
El presidente Correa propuso recientemente construir un nuevo complejo de oficinas del Gobierno, incluyendo las de la Presidencia, en un amplio terreno al sur de Quito que actualmente está ocupado por el cuartel Eplicachima, sede de la guarnición de la capital. El Cuartel tiene una gran reserva de terreno sin edificar.
La idea es demoler el cuartel y construir un complejo moderno y seguro, dejando el Palacio de Carondelet para funciones meramente ceremoniales. El presidente no precisó más detalles, pero la oposición aseguró que pretende "gobernar desde un cuartel" y gastar dinero en una obra "innecesaria", aunque las oficinas del Palacio están tugurizadas y la presencia de autos oficiales en las estrechas calles del Centro Histórico de Quito complican la circulación.

## Aeronaves al servicio del palacio
Actualmente el Palacio de Carondelet cuenta con dos aviones que son usados por el presidente y altos funcionarios de gobierno dentro y fuera del país. Estos son operados por la FAE desde el Aeropuerto Internacional Mariscal Sucre.

### Aviones
| Dassault Falcon 7X     | Dassault Falcon 7X |
| ---------------------- | --- |
|                        | \| Entrada en servicio: \| 2013 \| \| Misión: \| Transporte VIP \| \| Versiones: \| Falcon 7x \| \| Aeronaves en servicio: \| 1 \| \| Bases y unidades: \| Base Aérea Mariscal Sucre, Quito \| |
| Entrada en servicio:   | 2013 |
| Misión:                | Transporte VIP |
| Versiones:             | Falcon 7x |
| Aeronaves en servicio: | 1 |
| Bases y unidades:      | Base Aérea Mariscal Sucre, Quito |

| Embraer Legacy 600     | Embraer Legacy 600 |
| ---------------------- | --- |
| Legacy 600             | \| Entrada en servicio: \| 2008 \| \| Designación interna: \| FAE 001 \| \| Misión: \| Transporte VIP \| \| Versiones: \| Legacy 600 \| \| Aeronaves en servicio: \| 1 \| \| Bases y unidades: \| Base Aérea Mariscal Sucre, Quito \| Uso del Presidente del Ecuador y miembros del Gobierno dentro y fuera del país. Vuela como FAE 001 aunque su matrícula es FAE 051 |
| Entrada en servicio:   | 2008 |
| Designación interna:   | FAE 001 |
| Misión:                | Transporte VIP |
| Versiones:             | Legacy 600 |
| Aeronaves en servicio: | 1 |
| Bases y unidades:      | Base Aérea Mariscal Sucre, Quito |

### Helicóptero
| HAL Dhruv              | HAL Dhruv |
| ---------------------- | --- |
|                        | \| Entrada en servicio: \| 2009 \| \| Misión: \| Transporte VIP \| \| Versiones: \| Dhruv \| \| Aeronaves en servicio: \| 0 \| \| \| total: 0 \| \| Bases y unidades: \| Base Aérea Mariscal Sucre, Quito \| Destruido en accidente en las cercanías de Huigra, Chimborazo, en febrero de 2014. Murieron tres de los cuatro tripulantes. |
| Entrada en servicio:   | 2009 |
| Misión:                | Transporte VIP |
| Versiones:             | Dhruv |
| Aeronaves en servicio: | 0 |
|                        | total: 0 |
| Bases y unidades:      | Base Aérea Mariscal Sucre, Quito |